# Saison 2020-2021 du Nîmes Olympique
Maillots
Dernière mise à jour : 25 mai 2021.
Chronologie
Saison précédente Saison suivante
La saison 2020-2021 du Nîmes Olympique est la trente-sixième saison de l'histoire du club gardois en championnat de France de première division, la troisième consécutive au sein de l'élite du football français pour la première fois depuis près de quarante ans.
L'équipe est dirigée par Jérôme Arpinon nommé à ce poste lors de la préparation d'avant-saison en remplacement de Bernard Blaquart qui quitte le club après cinq saisons passées à la tête de l'équipe première, tandis que le club est présidé par Rani Assaf depuis 2016. L'objectif déclaré en début de saison est d'obtenir un maintien plus tranquille que la saison précédente.
Les Crocos participent également durant la saison à la Coupe de France où ils sont éliminés dès les 32e de finale par l'OGC Nice. Cette élimination prématurée permet au club de se concentrer sur son principal objectif, le maintien.

## Avant saison

### Objectif du club
La saison 2019-2020 du Nîmes Olympique s'est soldée pour le club nîmois par une dix-huitième place en championnat avec quatre points d'avance sur le premier relégué, l'Amiens SC. À la suite de l'arrêt définitif du championnat à l'issue de la vingt-huitième journée en raison de la pandémie mondiale de Covid-19, les barrages opposant le dix-huitième de Ligue 1 au vainqueur des pré-barrages de Ligue 2 ont été annulés, maintenant de facto le Nîmes Olympique. Pour sa troisième saison consécutive au sein de l'élite du football français depuis sa remontée en 2018, le club gardois souhaite obtenir un maintien en Ligue 1 plus aisée  que la saison précédente.
Sur le plus long termes, le Nîmes Olympique souhaite continuer à renforcer et à professionnaliser sa structure avec pour objectif de pérenniser le club en première division jusqu'à la livraison de son nouveau stade en 2025. C'est dans cette optique qu'après le remplacement de Laurent Boissier par Reda Hammache au poste de directeur sportif lors du dernier mercato d'hiver, le club s'est attelé à l'intersaison à constituer une véritable cellule de recrutement. Cette dernière est dirigée par Bernard Pascual et se compose de deux scouts chargés d'observer un maximum de match à travers le monde. Par ailleurs toujours dans le but de consolider le département sportif du club, les dirigeants gardois ont notamment investi dans du matériel de musculation et de kinésithérapie ainsi que dans des logiciels d'étude des performances physiques.

### Changement d'entraîneur
Le 23 juin 2020, le club annonce avoir trouvé un accord avec Bernard Blaquart, en poste depuis le 23 novembre 2015 et le limogeage de José Pasqualetti, pour que celui-ci quitte le club alors même que l'intéressé envisageait une reconversion au sein de l'entité gardoise malgré les relations difficiles qu'il entretenait avec la direction. Il est remplacé par son adjoint Jérôme Arpinon, membre de l'encadrement technique depuis 2014, pour qui il s'agira de sa première expérience en tant qu'entraîneur principal d'une équipe professionnelle.

### Transferts

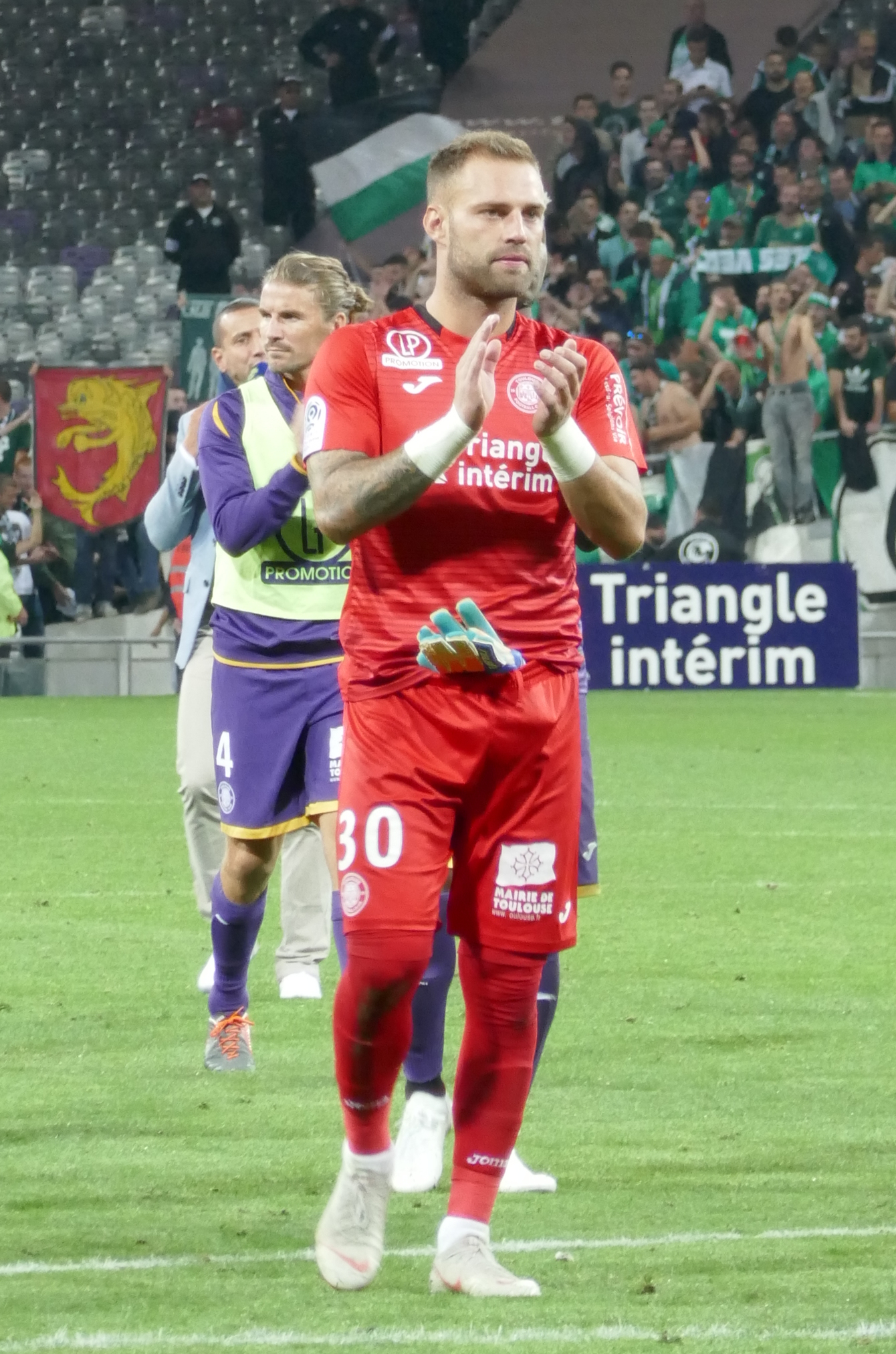
Baptiste Reynet est le nouveau gardien de but du club.

Le marché estival des transferts est marqué pour le Nîmes Olympique par plusieurs mouvements de joueurs. Au niveau des départs, Paul Bernardoni, prêté depuis deux saisons par les Girondins de Bordeaux, y retourne avant de s'engager avec Angers SCO pour un montant record au niveau duquel les dirigeants gardois, bien que désireux de conserver le gardien de but, n'ont pu s'aligner. Formé au club, Théo Valls est quant à lui laissé libre de tout contrat et s'engage avec le Servette Genève. Le 7 juillet 2020, le jeune défenseur latéral Théo Sainte-Luce, de retour d'un prêt peu concluant au Gazélec Ajaccio, est de nouveau prêté en National au Red Star FC. En manque de temps de jeu depuis son arrivée la saison passée, l'attaquant international macédonien Vlatko Stojanovski est également prêté sans option d'achat, le 21 août, au FC Chambly pensionnaire de Ligue 2. Le 21 septembre, et après quatre journées de championnat, Romain Philippoteaux est transféré au Stade brestois en raison d'un différend avec la direction du club au sujet d'une revalorisation salariale,.
Du côté des arrivées, le mercato des crocodiles débute dès la reprise de l'entraînement avec la levée de l'option d'achat, d'un montant 1,5 million d'euros, négociée lors de la dernière trêve hivernale avec les Girondins de Bordeaux pour le prêt de Yassine Benrahou. Le jeune international marocain des moins de 20 ans s'engage pour trois ans. Dès le lendemain, le NO annonce la signature du premier contrat professionnel de Mattéo Ahlinvi, le recrutement pour deux saisons de Baptiste Reynet, gardien de but du Toulouse FC depuis 2018 ainsi que la prolongation d'un an du contrat de Nolan Roux. Comme pressentie au début du mercato, le défenseur international norvégien de Rosenborg, Birger Meling, s'engage le 6 juillet pour trois ans avec le club gardois, devenant ainsi le premier Norvégien à porter les couleurs de Nîmes. Le 18 juillet, le milieu de terrain international paraguayen Andrés Cubas évoluant au club argentin du CA Talleres signe pour quatre saisons au Nîmes Olympique. Le 25 septembre, le club annonce la signature pour quatre ans de Patrick Burner, jeune latéral droit en provenance de l'OGC Nice. Enfin, le 2 octobre, à trois jours de la fin de la période des transferts, le Nîmes Olympique annonce le recrutement du milieu offensif gauche international espoir suédois Niclas Eliasson et de l'attaquant tunisien Karim Aribi en provenance respectivement de Bristol City et de l'Étoile sportive du Sahel.

### Préparation d'avant-saison
En raison de l’arrêt prématuré de la saison précédente à la suite de la pandémie de Covid-19, la reprise de l’entraînement est programmée dès le mois de juin 2020. Après la première réunion des membres de l’encadrement technique le 15 juin, les joueurs retrouvent le centre d’entraînement de la Bastide les 17 et 22 juin afin d’y réaliser une importante batterie de tests médicaux et physiques. Le premier entraînement de la saison a lieu quant à lui le 23 juin.
Le club effectue son unique stage de préparation du 19 au 25 juillet à Albertville, préféré cette année au Chambon-sur-Lignon et à Peralada, avec pour objectif de renforcer la tactique défensive de l’équipe. Le stage se conclut par un match amical, disputé à huis clos, perdu face au RC Strasbourg sur le score d’un but à zéro à la suite d'un pénalty transformé en toute fin de match par Lebo Mothiba,.
Les Crocos poursuivent leur préparation par un déplacement en Isère afin d'y défier le Grenoble Foot 38, pensionnaire de Ligue 2. Disputée sous une extrême chaleur, la première mi-temps de cette rencontre s'avère plaisante, les deux équipes se procurant plusieurs occasions sans toutefois parvenir à inscrire un but. En difficulté lors de la reprise, les Nîmois finissent par craquer juste après l'heure de jeu sur une belle action collective conclut par l'international guyanien Terell Ondaan. Peinant à réagir et à produire du jeu, les Gardois concèdent un second but en toute fin de partie par l'intermédiaire de Mamadou Diallo qui scelle leur deuxième défaite consécutive de l'avant-saison,.

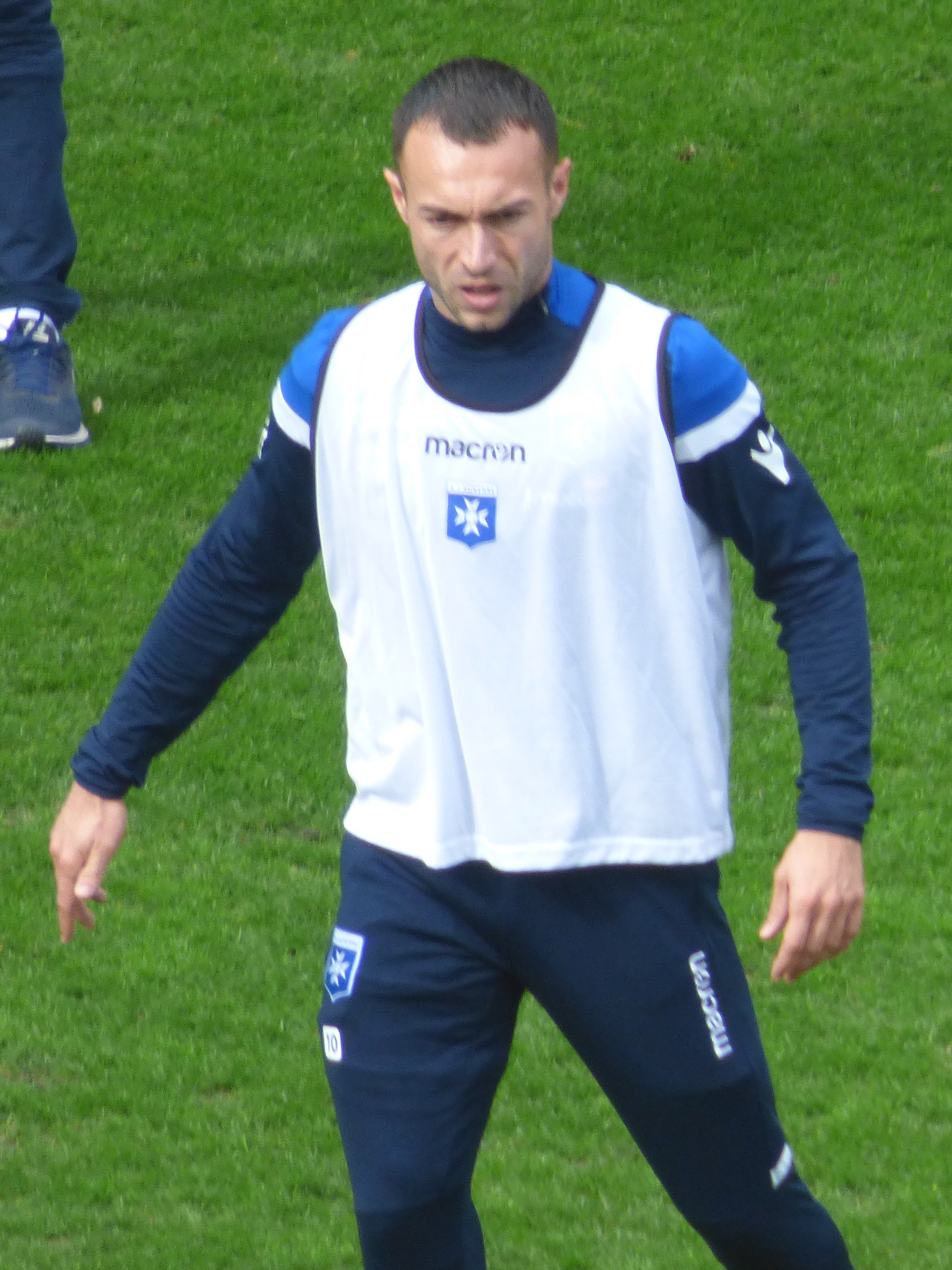
Romain Philippoteaux, ici sous le maillot d'Auxerre, est le seul buteur des crocos lors des matchs de préparation.

Quatre jours seulement après sa précédente sortie, Nîmes dispute une nouvelle rencontre amicale face à Rodez sur le terrain d'entraînement de la Bastide. Composée de joueurs au statut de remplaçant, l'équipe nîmoise entame parfaitement la rencontre se procurant plusieurs situations de but sans toutefois parvenir à les concrétiser. Il faudra attendre le retour des vestiaires, et l'entrée des potentiels titulaires, pour que Romain Philippoteaux inscrive en solitaire le premier but de la partie mais aussi de l'avant-saison gardoise. Malgré cette bonne entame de seconde période, les Nîmois se font rejoindre au score à la soixante-cinquième minute de jeu sur une réalisation d'Ugo Bonnet, qui a su profiter d'une mauvaise passe en retrait de la recrue Birger Meling. Bien que les deux formations se soient procurés par la suite plusieurs occasions, le score n'évolue pas et les deux équipes se quittent sur un score nul d'un but partout.
Le 9 août, le Nîmes Olympique retrouve le Stade des Costières dans le cadre d'une opposition amicale avec l'Olympique de Marseille, vice-champion de France lors de la précédente saison. Premier véritable test de la préparation, Jérôme Arpinon aligne une équipe très proche de ce qui sera certainement l'équipe-type des Gardois cette saison. Ces derniers débutent bien la partie, parvenant même à inscrire un but par l'intermédiaire de Moussa Koné, justement refusé pour hors-jeu. Cependant, les Nîmois craquent à la demi-heure de jeu et concèdent un but de l'international croate Duje Ćaleta-Car qui reprend de la tête un centre de l'extérieur du pied de Dimitri Payet. Au retour des vestiaires les débats sont toujours aussi équilibrés, les crocodiles manquant de peu d'arracher le match nul en toute fin de match à la suite d'occasions manquées par Haris Duljević et Kévin Denkey.
La préparation aurait dû s'achever le 15 août par un dernier match amical face au Dijon FCO, un potentiel concurrent pour le maintien en Ligue 1. Cependant, celui-ci a été annulé à la suite d'une suspicion d'un cas de Covid-19 dans l'effectif nîmois.
| 1er match amical               | RC Strasbourg (L1) | 1 - 0   | Nîmes Olympique |                                                                                               |                                                                                               |
| Vendredi 24 juillet 2020 17:00 | Mothiba 89e (pen.) | (0 - 0) |                 | Stade Camille-Fournier, Évian-les-Bains Spectateurs : 0 (huis clos) Arbitrage : Florent Batta | Stade Camille-Fournier, Évian-les-Bains Spectateurs : 0 (huis clos) Arbitrage : Florent Batta |
| Vendredi 24 juillet 2020 17:00 | Rapport            |         |                 | Stade Camille-Fournier, Évian-les-Bains Spectateurs : 0 (huis clos) Arbitrage : Florent Batta | Stade Camille-Fournier, Évian-les-Bains Spectateurs : 0 (huis clos) Arbitrage : Florent Batta |

| 2e match amical                | Grenoble Foot 38 (L2)   | 2 - 0   | Nîmes Olympique |                                                                                |                                                                                |
| Vendredi 31 juillet 2020 17:00 | Ondaan 66e · Diallo 87e | (0 - 0) |                 | Stade de la Saulaie, Saint-Marcellin Spectateurs : 900 Arbitrage : Rémi Landry | Stade de la Saulaie, Saint-Marcellin Spectateurs : 900 Arbitrage : Rémi Landry |
| Vendredi 31 juillet 2020 17:00 |                         | Rapport | 39e Fomba       | Stade de la Saulaie, Saint-Marcellin Spectateurs : 900 Arbitrage : Rémi Landry | Stade de la Saulaie, Saint-Marcellin Spectateurs : 900 Arbitrage : Rémi Landry |

| 3e match amical         | Nîmes Olympique                         | 1 - 1   | Rodez AF (L2) |                                                                 |                                                                 |
| Mardi 4 août 2020 17:00 | Philippoteaux 47e                       | (0 - 0) | 65e Bonnet    | Complexe sportif La Bastide, Nîmes Spectateurs : 0 (huis clos). | Complexe sportif La Bastide, Nîmes Spectateurs : 0 (huis clos). |
| Mardi 4 août 2020 17:00 | Alakouch 27e · Miguel 44e · Cubas 90+2e |         | 57e Douline   | Complexe sportif La Bastide, Nîmes Spectateurs : 0 (huis clos). | Complexe sportif La Bastide, Nîmes Spectateurs : 0 (huis clos). |

| 4e match amical            | Nîmes Olympique | 0 - 1      | Olympique de Marseille (L1) | | |
| Dimanche 9 août 2020 20:00 |                 | (0 - 1)    | 30e Ćaleta-Car              | Stade des Costières, Nîmes Spectateurs : 0 (huis clos) Diffuseur : Canal+ Arbitrage : Stéphanie Frappart | Stade des Costières, Nîmes Spectateurs : 0 (huis clos) Diffuseur : Canal+ Arbitrage : Stéphanie Frappart |
| Dimanche 9 août 2020 20:00 |                 | 69e Kamara |                             | Stade des Costières, Nîmes Spectateurs : 0 (huis clos) Diffuseur : Canal+ Arbitrage : Stéphanie Frappart | Stade des Costières, Nîmes Spectateurs : 0 (huis clos) Diffuseur : Canal+ Arbitrage : Stéphanie Frappart |

## Compétitions

### Championnat
La saison 2020-2021 de Ligue 1 est la quatre-vingt-troisième édition du championnat de France de football et la dix-neuvième sous l'appellation « Ligue 1 ». La division oppose vingt clubs en une série de trente-huit rencontres. Les meilleurs de ce championnat se qualifient pour les coupes d'Europe que sont la Ligue des champions (le podium), la Ligue Europa (le quatrième et le vainqueur de la Coupe de France) et la Ligue Europa Conférence (le cinquième). Le Nîmes Olympique participe à cette compétition pour la trente-sixième fois de son histoire.
Le favoris des bookmakers du PMU pour le titre en fin de saison est le Paris Saint-Germain, tenant du titre, tandis que l'Olympique lyonnais, demi-finaliste de la dernière Ligue des Champions, et l'Olympique de Marseille, vice-champion en titre, sont les principaux outsiders.
Les relégués de la saison précédente, l'Amiens SC et le Toulouse FC sont remplacés par le FC Lorient, champion de Ligue 2 en 2019-2020, et le RC Lens, de retour en première division après six ans d'absence.

#### Journées 1 à 6: Un départ équilibré conclu par une victoire dans le derby

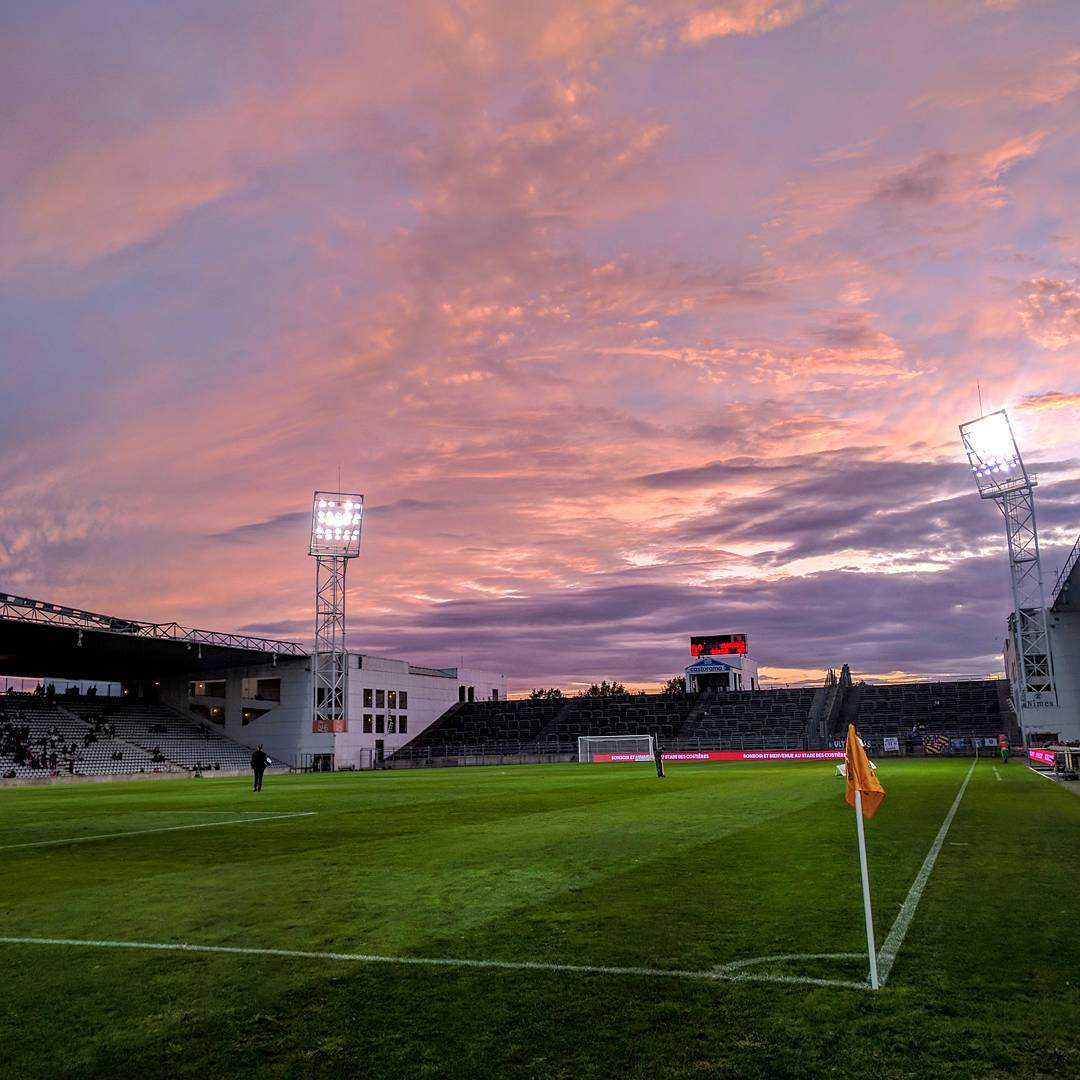
Le premier match officiel de la saison du Nîmes Olympique a lieu au stade des Costières.

Le NO débute officiellement sa saison le 23 août 2020 par la réception du Stade brestois 29, autre candidat au maintien. Les trois recrues nîmoises, Baptiste Reynet, Birger Meling et Andrés Cubas, démarrent le match. Dès le début de la partie, les Nîmois sont entreprenants et concrétisent leur domination en ouvrant le score dès la huitième minute à la suite d'une frappe à bout portant de Kévin Denkey. Passeur décisif sur le premier but, Birger Meling marque à son tour après un bel échange avec Romain Philippoteaux. Toujours aussi dominateurs au retour des vestiaires, le NO inscrit un troisième but peu après l'heure de jeu par l'intermédiaire de Romain Philippoteaux. Enfin peu de temps après l'expulsion de Brendan Chardonnet, Moussa Koné porte le score à quatre buts à zéro d'une frappe croisée,. Fort de ce probant succès, les crocos s'adjugent la première place du classement à l'issue de la première journée bien que pour leur entraîneur Jérôme Arpinon cela reste « anecdotique ».
Une semaine après ce probant succès, le NO effectue un déplacement au Stade de la Beaujoire pour y défier le FC Nantes. Les canaris, mieux rentrer dans la partie que les Gardois, ouvrent rapidement le score grâce à une reprise de la tête d'Andrei Girotto sur un corner tiré par Marcus Coco. Ainsi confortés dans leur schéma tactique, les Nantais continuent de dominer la rencontre et inscrivent un second but à la demi-heure de jeu à la suite d'un pénalty transformé par Imran Louza. Ayant manqué de tuer le match avant la pause en raison des nombreux arrêts réalisés par Baptiste Reynet, les joueurs de Christian Gourcuff se retrouvent à dix contre onze à la suite de l'expulsion d'Imran Louza pour un tacle dangereux sur Lucas Deaux. Les Nîmois retrouvent alors de l’allant et parviennent à réduire l'écart par l'intermédiaire d'une frappe enroulée du pied gauche de Zinedine Ferhat. Toutefois, malgré l'expulsion en fin de match du défenseur brésilien Fábio et leurs nombreuses occasions de but, les crocos ne réussissent pas égaliser et concèdent leur première défaite de la saison,.

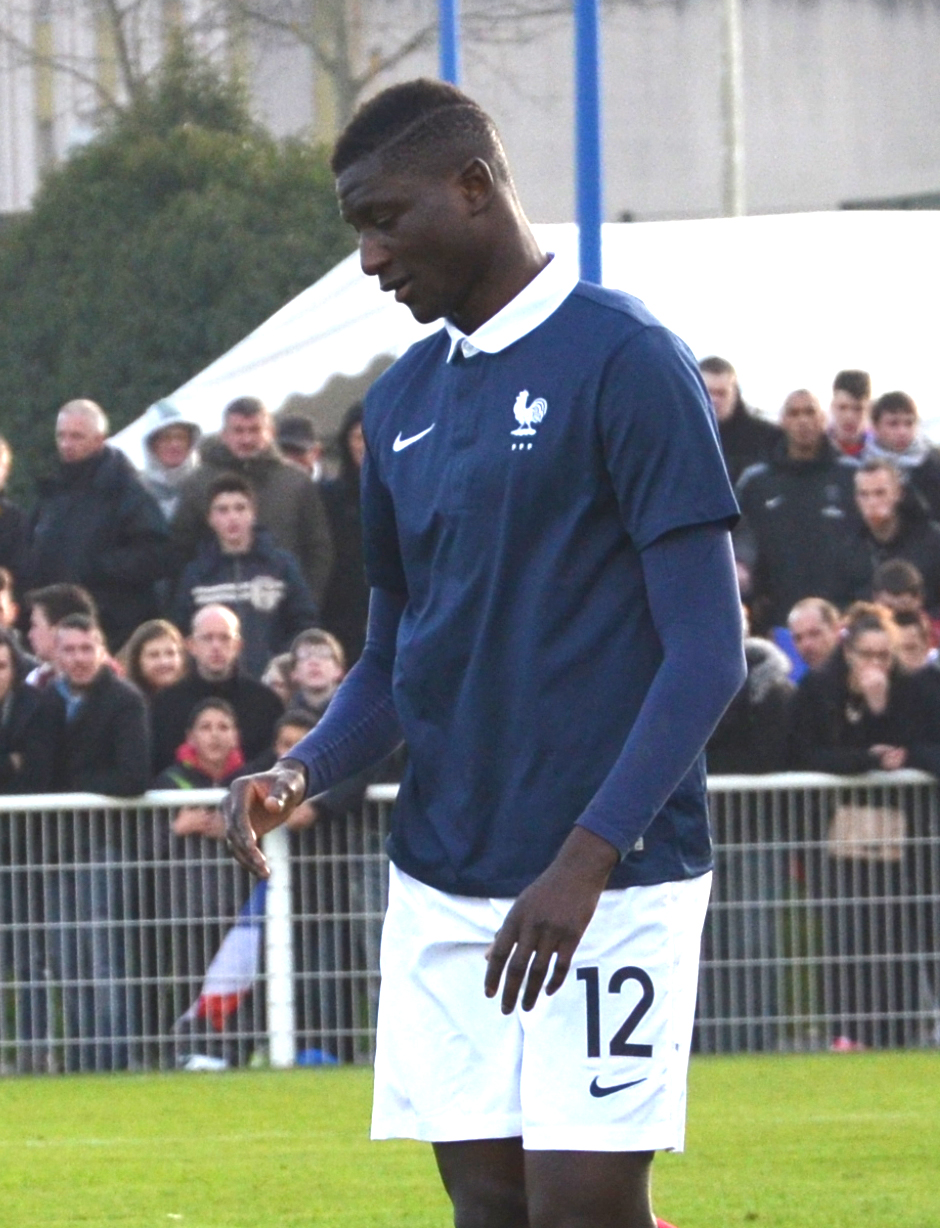
Serhou Guirassy, ici avec le maillot de l'équipe de France U20, inscrit un doublé contre Nîmes.

Après avoir disputé un match amical conclut sur un score de deux buts partout contre l'Olympique de Marseille lors de la trêve internationale, Nîmes peut compter sur le retour dans l'effectif de son capitaine Anthony Briançon et de son attaquant Nolan Roux pour la réception du Stade rennais, troisième du dernier championnat. Malgré une première occasion rennaise, le début de partie est à l'avantage des locaux qui se procurent plusieurs situations dangereuses par l'intermédiaire notamment de Romain Philippoteaux et de Kevin Denkey. Cependant sur une passe en retrait de Raphinha, la recrue Serhou Guirassy frappe du pied gauche et ouvre le score pour les visiteurs juste avant le quart d'heure de jeu. Largement dominateurs, les Nîmois parviennent à égaliser à la suite d'une demi-volée d'Andrés Cubas qui inscrit son premier but avec les crocos. Dans la foulée, les bretons reprennent l'avantage grâce à un doublé de Serhou Guirassy qui reprend une passe en retrait de Flavien Tait. Au retour des vestiaires, malgré un rythme moins élevé, une reprise de Zinedine Ferhat sur un centre de Birger Meling permet aux Crocodiles d'égaliser à nouveau. Après ce but, les Rennais vont contrôler la partie jusqu'à inscrire un troisième but à un quart d'heure de la fin du match sur une reprise de la tête de Nayef Aguerd avant, en toute fin de partie, de sceller leur victoire avec une réalisation de Benjamin Bourigeaud,.
Pour le compte de la quatrième journée, le Nîmes Olympique se déplace sur le terrain de l'Olympique lyonnais. Dominateurs en première mi-temps comme en témoignent les nombreuses situations offensives créées par l'attaquant bosnien Haris Duljević, les Nîmois ne parviennent pas à ouvrir le score. En seconde période, la physionomie de la rencontre s'inverse obligeant les gardois à défendre pendant une grande partie de celle-ci. Les Crocodiles obtiennent le partage de points malgré les nombreuses occasions lyonnaises,.
Pour la rencontre suivante, le NO reçoit une équipe en forme qui reste sur trois victoires consécutives, le Racing Club de Lens, promu cette saison en Ligue 1. Après une minute d'applaudissements en mémoire de Daniel Charles-Alfred, les deux équipes débutent la partie avec beaucoup de rythme et se procurent de nombreuses situations lors du premier quart d'heure. Cependant, les Nîmois baissent le pied et les attaques lensoises sont plus tranchantes et aboutissent logiquement à l'ouverture du score par Ignatius Ganago reprenant un centre de Gaël Kakuta. En seconde mi-temps, les crocos sont relativement inoffensifs et ne parviennent à se procurer de véritables occasions. Toutefois après deux situations manquées par Simon Banza, les gardois parviennent à égaliser à trois minutes de la fin de la rencontre grâce à une frappe du pied droit de Zinedine Ferhat et enchaînent un deuxième match nul consécutif,.
Lors de la sixième journée, Nîmes se déplace au Stade de la Mosson afin de disputer le derby du Languedoc contre le Montpellier HSC. Dans une rencontre sans véritable rythme, les deux équipes manquent d'initiative et il faut attendre la trente-cinquième minute de jeu pour voir la première véritable occasion héraultaise à la suite d'une combinaison entre l'ancien nîmois, Andy Delort, et Gaëtan Laborde dont la reprise est repoussée par Lamine Fomba. En seconde période, les Montpelliérains se font plus pressants mais ne parviennent pas à marquer. Cette inefficacité offensive va être punie par les gardois qui ouvrent le score en fin de match à la suite d'une frappe croisée de Renaud Ripart. Nîmes s'impose donc un but à zéro sur son seul tir cadré du match et remporte le derby à la Mosson pour la première fois de son histoire dans l'élite.
| 1re journée                 | Nîmes Olympique                                       | 4 - 0   | Stade brestois 29                                                  |                                                                                                 |                                                                                                 |
| Dimanche 23 août 2020 15:00 | Denkey 8e · Meling 31e · Philippoteaux 69e · Koné 84e | (2 - 0) |                                                                    | Stade des Costières, Nîmes Spectateurs : 2 026 Diffuseur : Téléfoot Arbitrage : Jérémie Pignard | Stade des Costières, Nîmes Spectateurs : 2 026 Diffuseur : Téléfoot Arbitrage : Jérémie Pignard |
| Dimanche 23 août 2020 15:00 | Deaux 37e · Benrahou 42e                              | Rapport | 35e Faussurier · 50e Duverne · 65e Pierre-Gabriel · 77e Chardonnet | Stade des Costières, Nîmes Spectateurs : 2 026 Diffuseur : Téléfoot Arbitrage : Jérémie Pignard | Stade des Costières, Nîmes Spectateurs : 2 026 Diffuseur : Téléfoot Arbitrage : Jérémie Pignard |

| 2e journée                  | FC Nantes                             | 2 - 1   | Nîmes Olympique        | | |
| Dimanche 30 août 2020 15:00 | Girotto 11e · Louza 27e (pen.)        | (2 - 0) | 57e Ferhat             | Stade de la Beaujoire, Nantes Spectateurs : 4 069 Diffuseur : Téléfoot Arbitrage : Hakim Ben El Hadj | Stade de la Beaujoire, Nantes Spectateurs : 4 069 Diffuseur : Téléfoot Arbitrage : Hakim Ben El Hadj |
| Dimanche 30 août 2020 15:00 | Fábio 9e 87e · Louza 47e · Lafont 90e | Rapport | 4e Denkey · 35e Landre | Stade de la Beaujoire, Nantes Spectateurs : 4 069 Diffuseur : Téléfoot Arbitrage : Hakim Ben El Hadj | Stade de la Beaujoire, Nantes Spectateurs : 4 069 Diffuseur : Téléfoot Arbitrage : Hakim Ben El Hadj |

| 3e journée                       | Nîmes Olympique         | 2 - 4   | Stade rennais FC                                                                        |                                                                                               |                                                                                               |
| Dimanche 13 septembre 2020 15:00 | Cubas 36e · Ferhat 55e  | (1 - 2) | 12e 39e Guirassy · 72e Aguerd · 90+7e Bourigeaud                                        | Stade des Costières, Nîmes Spectateurs : 3 467 Diffuseur : Téléfoot Arbitrage : Mikaël Lesage | Stade des Costières, Nîmes Spectateurs : 3 467 Diffuseur : Téléfoot Arbitrage : Mikaël Lesage |
| Dimanche 13 septembre 2020 15:00 | Denkey 50e · Ripart 72e | Rapport | 27e Maouassa · 60e Nzonzi · 60e Camavinga · 79e Bourigeaud · 85e Da Silva · 90+5e Salin | Stade des Costières, Nîmes Spectateurs : 3 467 Diffuseur : Téléfoot Arbitrage : Mikaël Lesage | Stade des Costières, Nîmes Spectateurs : 3 467 Diffuseur : Téléfoot Arbitrage : Mikaël Lesage |

| 4e journée                       | Olympique lyonnais                    | 0 - 0   | Nîmes Olympique       | | |
| Vendredi 18 septembre 2020 21:00 |                                       | (0 - 0) |                       | Groupama Stadium, Décines-Charpieu Spectateurs : 4 385 Diffuseur : Téléfoot Arbitrage : Amaury Delerue | Groupama Stadium, Décines-Charpieu Spectateurs : 4 385 Diffuseur : Téléfoot Arbitrage : Amaury Delerue |
| Vendredi 18 septembre 2020 21:00 | Cornet 34e · Dubois 52e · Lucas 90+5e | Rapport | 48e Cubas · 68e Fomba | Groupama Stadium, Décines-Charpieu Spectateurs : 4 385 Diffuseur : Téléfoot Arbitrage : Amaury Delerue | Groupama Stadium, Décines-Charpieu Spectateurs : 4 385 Diffuseur : Téléfoot Arbitrage : Amaury Delerue |

| 5e journée                       | Nîmes Olympique | 1 - 1   | RC Lens                            |                                                                                                 |                                                                                                 |
| Dimanche 27 septembre 2020 15:00 | Ferhat 87e      | (0 - 1) | 34e Ganago                         | Stade des Costières, Nîmes Spectateurs : 3 309 Diffuseur : Téléfoot Arbitrage : Frank Schneider | Stade des Costières, Nîmes Spectateurs : 3 309 Diffuseur : Téléfoot Arbitrage : Frank Schneider |
| Dimanche 27 septembre 2020 15:00 |                 | Rapport | Gradit 2e · Medina 50e · Perez 90e | Stade des Costières, Nîmes Spectateurs : 3 309 Diffuseur : Téléfoot Arbitrage : Frank Schneider | Stade des Costières, Nîmes Spectateurs : 3 309 Diffuseur : Téléfoot Arbitrage : Frank Schneider |

| 6e journée                    | Montpellier HSC            | 0 - 1   | Nîmes Olympique | | |
| Dimanche 4 octobre 2020 13:00 |                            | (0 - 0) | 84e Ripart      | Stade de la Mosson, Montpellier Spectateurs : 0 (huis clos) Diffuseur : Téléfoot Arbitrage : Benoît Millot | Stade de la Mosson, Montpellier Spectateurs : 0 (huis clos) Diffuseur : Téléfoot Arbitrage : Benoît Millot |
| Dimanche 4 octobre 2020 13:00 | Souquet 43e · Savanier 90e | Rapport | 34e Briançon    | Stade de la Mosson, Montpellier Spectateurs : 0 (huis clos) Diffuseur : Téléfoot Arbitrage : Benoît Millot | Stade de la Mosson, Montpellier Spectateurs : 0 (huis clos) Diffuseur : Téléfoot Arbitrage : Benoît Millot |

#### Journées 7 à 10: Un début d'automne catastrophique

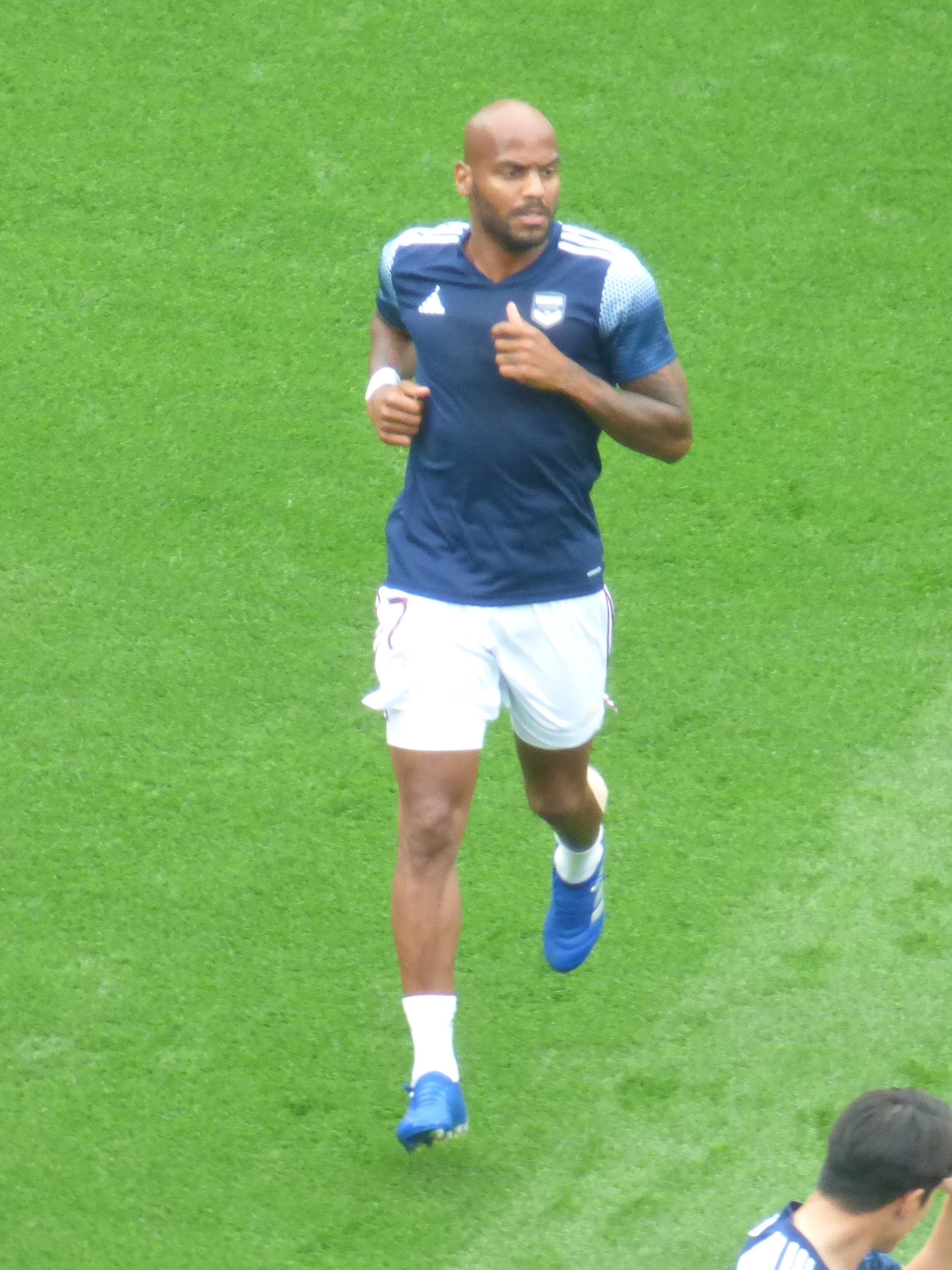
Jimmy Briand inscrit son but en Ligue 1 face à Nîmes.

Repassé en treizième position à la suite de son succès dans le derby, Nîmes reçoit le Paris Saint-Germain seulement quarante-huit heures après la fin de la trêve internationale dont Zinedine Ferhat et Birger Meling sont revenus blessés. Bien entrés dans la partie, les espoirs nîmois s'amenuisent rapidement avec l'expulsion de Loïck Landre au quart d'heure de jeu pour une semelle sur la hanche de Rafinha. Recroquevillés en défense, les Crocodiles cèdent dix minutes plus tard face à Kylian Mbappé qui marque après avoir dribblé le gardien nîmois Baptiste Reynet. Solide défensivement malgré les assauts répétés des parisiens, les gardois craquent en fin de match et encaissent trois buts coup sur coup d'Alessandro Florenzi, Kylian Mbappé et Pablo Sarabia,. Jérôme Arpinon, l'entraîneur nîmois regrette la maladresse de son défenseur et de ne pas avoir pu « faire un match avec Paris à 11 contre 11 ».
Après la déconvenue subit face à Paris, le NO défit les Girondins de Bordeaux dans un stade à huis clos à la suite d'une décision de la préfecture de Gironde. Très actifs pendant l'ensemble de la rencontre, les Nîmois manquent de peu l'ouverture du score en première mi-temps sur des frappes de Lamine Fomba et de Patrick Burner. Cependant comme une semaine auparavant, les crocos craquent dans le dernier quart d'heure en encaissant deux buts successifs signés Jimmy Briand sur penalty et Rémi Oudin. Nîmes connaît donc un second revers de rang et se classe désormais seizième.
Pour la neuvième journée de championnat, le Nîmes Olympique reçoit le FC Metz au Stade des Costières. Très rapidement en difficulté face aux attaques du club lorrain, la défense nîmoise concède l'ouverture du score à la suite d'un mauvais tacle de Florian Miguel qui remet le ballon dans la course de Lamine Gueye qui marque dans le but vide. Bien que dépasser dans tous les compartiments du jeu, les gardois frôlent l'égalisation mais le but de Nolan Roux est justement refusé pour hors-jeu. Quelques instants avant la mi-temps, le défenseur latéral messin Matthieu Udol est expulsé pour un mauvais geste sur Moussa Koné. En supériorité numérique, les Crocodiles dominent la seconde période et se créent de très nombreuses occasions, notamment par l'intermédiaire de son attaquant algérien Karim Aribi qui ne parvient pas toutefois à marquer. En toute fin de match, Kévin Denkey manque le cadre face au but vide après une mauvaise sortie du gardien de Metz Alexandre Oukidja. Ainsi, le club gardois enchaîne une troisième défaite consécutive et se retrouve en position de barragiste.
La semaine suivante, les Crocodiles peuvent compter sur le retour dans le groupe d'Andrés Cubas et de Zinedine Ferhat pour la réception d'Angers SCO aux Costières. Toutefois malgré les nombreux changements opérés par Jérôme Arpinon, la défense nîmoise craque dès la première minute de jeu et concède l'ouverture du score à la suite d'un centre de Sada Thioub repris de la tête par Mathias Pereira Lage. En dépit d'une timide réaction, les Angevins inscrivent rapidement un deuxième but par l'intermédiaire de Stéphane Bahoken qui profite d'une perte de balle de Lucas Deaux au milieu du terrain. Proche à plusieurs reprises d'encaisser un troisième but avant la pause, les gardois se réveillent en seconde période et se procurent quelques occasions.
| 7e journée                     | Nîmes Olympique       | 0 - 4   | Paris Saint-Germain                         |                                                                                                |                                                                                                |
| Vendredi 16 octobre 2020 21:00 |                       | (0 - 1) | 32e 83e Mbappé · 78e Florenzi · 88e Sarabia | Stade des Costières, Nîmes Spectateurs : 3 526 Diffuseur : Téléfoot Arbitrage : Clément Turpin | Stade des Costières, Nîmes Spectateurs : 3 526 Diffuseur : Téléfoot Arbitrage : Clément Turpin |
| Vendredi 16 octobre 2020 21:00 | Deaux 8e · Landre 13e | Rapport | 18e Rafinha · 20e Gueye                     | Stade des Costières, Nîmes Spectateurs : 3 526 Diffuseur : Téléfoot Arbitrage : Clément Turpin | Stade des Costières, Nîmes Spectateurs : 3 526 Diffuseur : Téléfoot Arbitrage : Clément Turpin |

| 8e journée                     | Girondins de Bordeaux              | 2 - 0   | Nîmes Olympique                        | | |
| Dimanche 25 octobre 2020 15:00 | Briand 80e (pen.) · Oudin 82e      | (0 - 0) |                                        | Matmut Atlantique, Bordeaux Spectateurs : 0 (huis clos) Diffuseur : Téléfoot Arbitrage : Bastien Dechepy | Matmut Atlantique, Bordeaux Spectateurs : 0 (huis clos) Diffuseur : Téléfoot Arbitrage : Bastien Dechepy |
| Dimanche 25 octobre 2020 15:00 | Otávio 37e · Maja 43e · Briand 70e | Rapport | 46e Briançon · 78e Miguel · 81e Reynet | Matmut Atlantique, Bordeaux Spectateurs : 0 (huis clos) Diffuseur : Téléfoot Arbitrage : Bastien Dechepy | Matmut Atlantique, Bordeaux Spectateurs : 0 (huis clos) Diffuseur : Téléfoot Arbitrage : Bastien Dechepy |

| 9e journée                       | Nîmes Olympique                     | 0 - 1   | FC Metz                             | | |
| Dimanche 1er novembre 2020 15:00 |                                     | (0 - 1) | 15e Gueye                           | Stade des Costières, Nîmes Spectateurs : 0 (huis clos) Diffuseur : Téléfoot Arbitrage : Amaury Delerue | Stade des Costières, Nîmes Spectateurs : 0 (huis clos) Diffuseur : Téléfoot Arbitrage : Amaury Delerue |
| Dimanche 1er novembre 2020 15:00 | Roux 40e · Fomba 45e · Martinez 65e | Rapport | 44e Udol · 57e Gueye · 90e Centonze | Stade des Costières, Nîmes Spectateurs : 0 (huis clos) Diffuseur : Téléfoot Arbitrage : Amaury Delerue | Stade des Costières, Nîmes Spectateurs : 0 (huis clos) Diffuseur : Téléfoot Arbitrage : Amaury Delerue |

| 10e journée                    | Nîmes Olympique          | 1 - 5   | Angers SCO                                                                | | |
| Dimanche 8 novembre 2020 15:00 | Koné 90e                 | (0 - 2) | 1re Pereira Lage · 23e 56e Bahoken · 82e (pen.) Diony · 90+6e Cabot       | Stade des Costières, Nîmes Spectateurs : 0 (huis clos) Diffuseur : Téléfoot Arbitrage : Frank Schneider | Stade des Costières, Nîmes Spectateurs : 0 (huis clos) Diffuseur : Téléfoot Arbitrage : Frank Schneider |
| Dimanche 8 novembre 2020 15:00 | Benrahou 39e · Deaux 55e | Rapport | 14e Pereira Lage · 17e Mangani · 54e Amadou · 78e Coulibaly · 90e Manceau | Stade des Costières, Nîmes Spectateurs : 0 (huis clos) Diffuseur : Téléfoot Arbitrage : Frank Schneider | Stade des Costières, Nîmes Spectateurs : 0 (huis clos) Diffuseur : Téléfoot Arbitrage : Frank Schneider |

#### Journées 11 à 17: Une fin d'année civile compliquée
| 11e journée                     | Stade de Reims                           | 0 - 1   | Nîmes Olympique   | | |
| Dimanche 22 novembre 2020 15:00 |                                          | (0 - 0) | 62e (pen.) Ripart | Stade Auguste-Delaune, Reims Spectateurs : 0 (huis clos) Diffuseur : Téléfoot Arbitrage : Jérémy Stinat | Stade Auguste-Delaune, Reims Spectateurs : 0 (huis clos) Diffuseur : Téléfoot Arbitrage : Jérémy Stinat |
| Dimanche 22 novembre 2020 15:00 | Sierhuis 19e · Munetsi 46e · Berisha 82e | Rapport | 34e Ripart        | Stade Auguste-Delaune, Reims Spectateurs : 0 (huis clos) Diffuseur : Téléfoot Arbitrage : Jérémy Stinat | Stade Auguste-Delaune, Reims Spectateurs : 0 (huis clos) Diffuseur : Téléfoot Arbitrage : Jérémy Stinat |

| 12e journée                     | AS Monaco FC                         | 3 - 0   | Nîmes Olympique       | | |
| Dimanche 29 novembre 2020 15:00 | Diop 19e · Martins 75e · Volland 77e | (1 - 0) |                       | Stade Louis-II, Monaco Spectateurs : 0 (huis clos) Diffuseur : Téléfoot Arbitrage : Antony Gautier | Stade Louis-II, Monaco Spectateurs : 0 (huis clos) Diffuseur : Téléfoot Arbitrage : Antony Gautier |
| Dimanche 29 novembre 2020 15:00 | Fofana 82e                           | Rapport | 4e Denkey · 69e Deaux | Stade Louis-II, Monaco Spectateurs : 0 (huis clos) Diffuseur : Téléfoot Arbitrage : Antony Gautier | Stade Louis-II, Monaco Spectateurs : 0 (huis clos) Diffuseur : Téléfoot Arbitrage : Antony Gautier |

| 13e journée                    | Nîmes Olympique             | 0 - 2   | Olympique de Marseille                                | | |
| Vendredi 4 décembre 2020 21:00 |                             | (0 - 0) | 57e Benedetto · 84e Germain                           | Stade des Costières, Nîmes Spectateurs : 0 (huis clos) Diffuseur : Téléfoot Arbitrage : Willy Delajod | Stade des Costières, Nîmes Spectateurs : 0 (huis clos) Diffuseur : Téléfoot Arbitrage : Willy Delajod |
| Vendredi 4 décembre 2020 21:00 | Landre 45e · Cubas 74e, 77e | Rapport | 1e Amavi · 21e Cuisance · 40e Ćaleta-Car · 45e Álvaro | Stade des Costières, Nîmes Spectateurs : 0 (huis clos) Diffuseur : Téléfoot Arbitrage : Willy Delajod | Stade des Costières, Nîmes Spectateurs : 0 (huis clos) Diffuseur : Téléfoot Arbitrage : Willy Delajod |

| 14e journée                     | FC Lorient                                 | 3 - 0   | Nîmes Olympique | | |
| Dimanche 13 décembre 2020 15:00 | Boisgard 2e · Hamel 29e (pen.) · Wissa 90e | (2 - 0) |                 | Stade du Moustoir, Lorient Spectateurs : 0 (huis clos) Diffuseur : Téléfoot Arbitrage : Karim Abed | Stade du Moustoir, Lorient Spectateurs : 0 (huis clos) Diffuseur : Téléfoot Arbitrage : Karim Abed |
| Dimanche 13 décembre 2020 15:00 | Laurienté 19e · Gravillon 55e              | Rapport |                 | Stade du Moustoir, Lorient Spectateurs : 0 (huis clos) Diffuseur : Téléfoot Arbitrage : Karim Abed | Stade du Moustoir, Lorient Spectateurs : 0 (huis clos) Diffuseur : Téléfoot Arbitrage : Karim Abed |

| 15e journée                     | Nîmes Olympique | 0 - 2   | OGC Nice                       | | |
| Mercredi 16 décembre 2020 19:00 |                 | (0 - 0) | 85e Ndoye · 90e Claude-Maurice | Stade des Costières, Nîmes Spectateurs : 0 (huis clos) Diffuseur : Téléfoot Arbitrage : Ruddy Buquet | Stade des Costières, Nîmes Spectateurs : 0 (huis clos) Diffuseur : Téléfoot Arbitrage : Ruddy Buquet |
| Mercredi 16 décembre 2020 19:00 | Roux 60e        | Rapport | 28e, 57e Schneiderlin          | Stade des Costières, Nîmes Spectateurs : 0 (huis clos) Diffuseur : Téléfoot Arbitrage : Ruddy Buquet | Stade des Costières, Nîmes Spectateurs : 0 (huis clos) Diffuseur : Téléfoot Arbitrage : Ruddy Buquet |

| 16e journée                     | AS Saint-Étienne         | 2 - 2   | Nîmes Olympique                      | | |
| Dimanche 20 décembre 2020 15:00 | Moukoudi 8e · Nordin 63e | (1 - 1) | 14e Ahlinvi · 56e (pen.) Ripart      | Stade Geoffroy-Guichard, Saint-Étienne Spectateurs : 0 (huis clos) Diffuseur : Téléfoot Arbitrage : Mikaël Lesage | Stade Geoffroy-Guichard, Saint-Étienne Spectateurs : 0 (huis clos) Diffuseur : Téléfoot Arbitrage : Mikaël Lesage |
| Dimanche 20 décembre 2020 15:00 | Hamouma 26e · Neyou 83e  | Rapport | 30e Eliasson · 35e Reynet · 67e Sarr | Stade Geoffroy-Guichard, Saint-Étienne Spectateurs : 0 (huis clos) Diffuseur : Téléfoot Arbitrage : Mikaël Lesage | Stade Geoffroy-Guichard, Saint-Étienne Spectateurs : 0 (huis clos) Diffuseur : Téléfoot Arbitrage : Mikaël Lesage |

| 17e journée                     | Nîmes Olympique                        | 1 - 3   | Dijon FCO                  | | |
| Mercredi 23 décembre 2020 19:00 | Ahlinvi 31e                            | (1 - 0) | 75e 90e Konaté · 77e Baldé | Stade des Costières, Nîmes Spectateurs : 0 (huis clos) Diffuseur : Téléfoot Arbitrage : Jérémie Pignard | Stade des Costières, Nîmes Spectateurs : 0 (huis clos) Diffuseur : Téléfoot Arbitrage : Jérémie Pignard |
| Mercredi 23 décembre 2020 19:00 | Alakouch 43e · Ferhat 43e · Miguel 76e | Rapport | 14e Baldé · 90e Celina     | Stade des Costières, Nîmes Spectateurs : 0 (huis clos) Diffuseur : Téléfoot Arbitrage : Jérémie Pignard | Stade des Costières, Nîmes Spectateurs : 0 (huis clos) Diffuseur : Téléfoot Arbitrage : Jérémie Pignard |

| Rang | Équipe               | Pts | J  | G | N | P  | Bp | Bc | Diff |
| ---- | -------------------- | --- | -- | - | - | -- | -- | -- | ---- |
| 16   | FC Nantes            | 15  | 17 | 3 | 6 | 8  | 18 | 30 | -12  |
| 17   | RC Strasbourg Alsace | 14  | 17 | 4 | 2 | 11 | 22 | 32 | -10  |
| 18   | FC Lorient P         | 12  | 17 | 3 | 3 | 11 | 17 | 31 | -14  |
| 19   | Dijon FCO            | 12  | 17 | 2 | 6 | 9  | 12 | 26 | -14  |
| 20   | Nîmes Olympique      | 12  | 17 | 3 | 3 | 11 | 14 | 34 | -20  |

#### Journées 18 à 23: une reprise compliquée malgré un exploit à Marseille
| 18e journée                   | RC Strasbourg                                                     | 5 - 0   | Nîmes Olympique       | | |
| Mercredi 6 janvier 2021 19:00 | Ajorque 36e 51e · Diallo 38e · Lala 45e (pen.) · Waris 90e (pen.) | (3 - 0) |                       | Stade de la Meinau, Strasbourg Spectateurs : 0 (huis clos) Diffuseur : Téléfoot Arbitrage : Benoît Millot | Stade de la Meinau, Strasbourg Spectateurs : 0 (huis clos) Diffuseur : Téléfoot Arbitrage : Benoît Millot |
| Mercredi 6 janvier 2021 19:00 | Aholou 8e                                                         | Rapport | 57e Deaux · 89e Fomba | Stade de la Meinau, Strasbourg Spectateurs : 0 (huis clos) Diffuseur : Téléfoot Arbitrage : Benoît Millot | Stade de la Meinau, Strasbourg Spectateurs : 0 (huis clos) Diffuseur : Téléfoot Arbitrage : Benoît Millot |

| 19e journée                 | Nîmes Olympique | 0 - 1   | LOSC Lille                            | | |
| Samedi 9 janvier 2020 21:00 |                 | (0 - 1) | 29e Yılmaz                            | Stade des Costières, Nîmes Spectateurs : 0 (huis clos) Diffuseur : Canal+ Sport Arbitrage : Jérôme Brisard | Stade des Costières, Nîmes Spectateurs : 0 (huis clos) Diffuseur : Canal+ Sport Arbitrage : Jérôme Brisard |
| Samedi 9 janvier 2020 21:00 |                 | Rapport | 19e Bradarić · 34e Soumaré · 90e Xeka | Stade des Costières, Nîmes Spectateurs : 0 (huis clos) Diffuseur : Canal+ Sport Arbitrage : Jérôme Brisard | Stade des Costières, Nîmes Spectateurs : 0 (huis clos) Diffuseur : Canal+ Sport Arbitrage : Jérôme Brisard |

| 20e journée                  | Olympique de Marseille       | 1 - 2   | Nîmes Olympique          | | |
| Samedi 16 janvier 2021 17:00 | Benedetto 84e                | (0 - 0) | 54e 57e Eliasson         | Orange Vélodrome, Marseille Spectateurs : 0 (huis clos) Diffuseur : Téléfoot Arbitrage : Jérémy Stinat | Orange Vélodrome, Marseille Spectateurs : 0 (huis clos) Diffuseur : Téléfoot Arbitrage : Jérémy Stinat |
| Samedi 16 janvier 2021 17:00 | Rongier 60e · Ćaleta-Car 67e | Rapport | 19e Cubas · 89e Briançon | Orange Vélodrome, Marseille Spectateurs : 0 (huis clos) Diffuseur : Téléfoot Arbitrage : Jérémy Stinat | Orange Vélodrome, Marseille Spectateurs : 0 (huis clos) Diffuseur : Téléfoot Arbitrage : Jérémy Stinat |

| 22e journée                    | Angers SCO                              | 3 - 1   | Nîmes Olympique                      | | |
| Dimanche 31 janvier 2021 15:00 | Capelle 20e · Coulibaly 35e · Diony 55e | (2 - 1) | 41e (pen.) Ripart                    | Stade Raymond-Kopa, Angers Spectateurs : 0 (huis clos) Diffuseur : Téléfoot Arbitrage : Ruddy Buquet | Stade Raymond-Kopa, Angers Spectateurs : 0 (huis clos) Diffuseur : Téléfoot Arbitrage : Ruddy Buquet |
| Dimanche 31 janvier 2021 15:00 | Coulibaly 43e                           | Rapport | 18e Fomba · 27e Alakouch · 34e Cubas | Stade Raymond-Kopa, Angers Spectateurs : 0 (huis clos) Diffuseur : Téléfoot Arbitrage : Ruddy Buquet | Stade Raymond-Kopa, Angers Spectateurs : 0 (huis clos) Diffuseur : Téléfoot Arbitrage : Ruddy Buquet |

| 23e journée                   | Paris Saint-Germain                     | 3 - 0   | Nîmes Olympique | | |
| Mercredi 3 février 2021 21:00 | Di María 18e · Sarabia 36e · Mbappé 68e | (2 - 0) |                 | Parc des Princes, Paris Spectateurs : 0 (huis clos) Diffuseur : Canal+ Arbitrage : François Letexier | Parc des Princes, Paris Spectateurs : 0 (huis clos) Diffuseur : Canal+ Arbitrage : François Letexier |
| Mercredi 3 février 2021 21:00 |                                         | Rapport | 21e Meling      | Parc des Princes, Paris Spectateurs : 0 (huis clos) Diffuseur : Canal+ Arbitrage : François Letexier | Parc des Princes, Paris Spectateurs : 0 (huis clos) Diffuseur : Canal+ Arbitrage : François Letexier |

#### Journées 24 à 30: un réveil à la suite de la nomination d'un nouvel entraîneur
| 24e journée                   | Nîmes Olympique                       | 3 - 4   | AS Monaco FC                      | | |
| Dimanche 7 février 2021 15:00 | Deaux 23e · Ferhat 32e · Eliasson 81e | (2 - 2) | 3e 12e 62e Golovine · 77e Volland | Stade des Costières, Nîmes Spectateurs : 0 (huis clos) Diffuseur : Téléfoot Arbitrage : Clément Turpin | Stade des Costières, Nîmes Spectateurs : 0 (huis clos) Diffuseur : Téléfoot Arbitrage : Clément Turpin |
| Dimanche 7 février 2021 15:00 | Meling 37e · Ferhat 90e               | Rapport | 4e Ballo-Touré · 58e Badiashile   | Stade des Costières, Nîmes Spectateurs : 0 (huis clos) Diffuseur : Téléfoot Arbitrage : Clément Turpin | Stade des Costières, Nîmes Spectateurs : 0 (huis clos) Diffuseur : Téléfoot Arbitrage : Clément Turpin |

| 25e journée                    | Dijon FCO                                                          | 0 - 2   | Nîmes Olympique           | | |
| Dimanche 14 février 2021 15:00 |                                                                    | (0 - 0) | 76e Ripart · 87e Eliasson | Stade Gaston-Gérard, Dijon Spectateurs : 0 (huis clos) Diffuseur : Multisports Arbitrage : Aurélien Petit | Stade Gaston-Gérard, Dijon Spectateurs : 0 (huis clos) Diffuseur : Multisports Arbitrage : Aurélien Petit |
| Dimanche 14 février 2021 15:00 | Chouiar 50e · Lautoa 61e · Sammaritano 79e, 90e · Didier Ndong 90e | Rapport | 42e Ferhat                | Stade Gaston-Gérard, Dijon Spectateurs : 0 (huis clos) Diffuseur : Multisports Arbitrage : Aurélien Petit | Stade Gaston-Gérard, Dijon Spectateurs : 0 (huis clos) Diffuseur : Multisports Arbitrage : Aurélien Petit |

| 26e journée                    | Nîmes Olympique         | 2 - 0   | Girondins de Bordeaux                          | | |
| Dimanche 21 février 2021 15:00 | Meling 14e · Ripart 71e | (1 - 0) |                                                | Stade des Costières, Nîmes Spectateurs : 0 (huis clos) Diffuseur : Multisports Arbitrage : Willy Delajod | Stade des Costières, Nîmes Spectateurs : 0 (huis clos) Diffuseur : Multisports Arbitrage : Willy Delajod |
| Dimanche 21 février 2021 15:00 |                         | Rapport | 49e Kalu · 53e Adli · 69e Benito · 87e Zerkane | Stade des Costières, Nîmes Spectateurs : 0 (huis clos) Diffuseur : Multisports Arbitrage : Willy Delajod | Stade des Costières, Nîmes Spectateurs : 0 (huis clos) Diffuseur : Multisports Arbitrage : Willy Delajod |

| 21e journée                    | Nîmes Olympique           | 1 - 0   | FC Lorient                                             | | |
| Mercredi 24 février 2021 19:00 | Ripart 88e (pen.)         | (0 - 0) |                                                        | Stade des Costières, Nîmes Spectateurs : 0 (huis clos) Diffuseur : Canal+ Sport Arbitrage : Jérôme Miguelgorry | Stade des Costières, Nîmes Spectateurs : 0 (huis clos) Diffuseur : Canal+ Sport Arbitrage : Jérôme Miguelgorry |
| Mercredi 24 février 2021 19:00 | Guessoum 65e · Reynet 90e | Rapport | 38e Moffi · 61e Boisgard · 90+2e Grbić · 90+4e Laporte | Stade des Costières, Nîmes Spectateurs : 0 (huis clos) Diffuseur : Canal+ Sport Arbitrage : Jérôme Miguelgorry | Stade des Costières, Nîmes Spectateurs : 0 (huis clos) Diffuseur : Canal+ Sport Arbitrage : Jérôme Miguelgorry |

| 27e journée                    | Nîmes Olympique | 1 - 1   | FC Nantes  | | |
| Dimanche 28 février 2021 15:00 | Koné 76e        | (0 - 1) | 27e Blas   | Stade des Costières, Nîmes Spectateurs : 0 (huis clos) Diffuseur : Multisports Arbitrage : Florent Batta | Stade des Costières, Nîmes Spectateurs : 0 (huis clos) Diffuseur : Multisports Arbitrage : Florent Batta |
| Dimanche 28 février 2021 15:00 | Miguel 5e 90+1e | Rapport | 58e Appiah | Stade des Costières, Nîmes Spectateurs : 0 (huis clos) Diffuseur : Multisports Arbitrage : Florent Batta | Stade des Costières, Nîmes Spectateurs : 0 (huis clos) Diffuseur : Multisports Arbitrage : Florent Batta |

| 28e journée                | OGC Nice                                    | 2 - 1   | Nîmes Olympique                         | | |
| Mercredi 3 mars 2021 19:00 | Gouiri 4e · Claude-Maurice 75e              | (1 - 0) | 50e Landre                              | Allianz Riviera, Nice Spectateurs : 0 (huis clos) Diffuseur : Multisports Arbitrage : Hakim Ben El Hadj | Allianz Riviera, Nice Spectateurs : 0 (huis clos) Diffuseur : Multisports Arbitrage : Hakim Ben El Hadj |
| Mercredi 3 mars 2021 19:00 | Atal 54e · Schneiderlin 79e · Lotomba 90+3e | Rapport | 54e Meling · 60e Fomba · 90+2e Guessoum | Allianz Riviera, Nice Spectateurs : 0 (huis clos) Diffuseur : Multisports Arbitrage : Hakim Ben El Hadj | Allianz Riviera, Nice Spectateurs : 0 (huis clos) Diffuseur : Multisports Arbitrage : Hakim Ben El Hadj |

| 29e journée                 | Nîmes Olympique          | 1 - 1   | Montpellier HSC |                                                                                 |                                                                                 |
| Dimanche 14 mars 2021 13:00 | Koné 63e                 | (0 - 0) | 79e Delort      | Stade des Costières, Nîmes Spectateurs : 0 (huis clos) Diffuseur : Canal+ Sport | Stade des Costières, Nîmes Spectateurs : 0 (huis clos) Diffuseur : Canal+ Sport |
| Dimanche 14 mars 2021 13:00 | Alakouch 47e · Fomba 67e | Rapport |                 | Stade des Costières, Nîmes Spectateurs : 0 (huis clos) Diffuseur : Canal+ Sport | Stade des Costières, Nîmes Spectateurs : 0 (huis clos) Diffuseur : Canal+ Sport |

| 30e journée               | LOSC Lille              | 1 - 2   | Nîmes Olympique       | | |
| Samedi 20 mars 2021 17:00 | Xeka 20e                | (1 - 2) | 12e Koné · 45e Ripart | Stade Pierre-Mauroy, Lille Spectateurs : 0 (huis clos) Diffuseur : Canal+ Sport Arbitrage : Frank Schneider | Stade Pierre-Mauroy, Lille Spectateurs : 0 (huis clos) Diffuseur : Canal+ Sport Arbitrage : Frank Schneider |
| Samedi 20 mars 2021 17:00 | Bamba 53e · Soumaré 80e | Rapport |                       | Stade Pierre-Mauroy, Lille Spectateurs : 0 (huis clos) Diffuseur : Canal+ Sport Arbitrage : Frank Schneider | Stade Pierre-Mauroy, Lille Spectateurs : 0 (huis clos) Diffuseur : Canal+ Sport Arbitrage : Frank Schneider |

#### Journées 31 à 38: une fin de saison en dents de scie
| 31e journée                 | Nîmes Olympique                                                     | 0 - 2   | AS Saint-Étienne           | | |
| Dimanche 4 avril 2021 17:05 |                                                                     | (0 - 1) | 23e Khazri · 66e Bouanga   | Stade des Costières, Nîmes Spectateurs : 0 (huis clos) Diffuseur : Canal+ Sport Arbitrage : Thomas Léonard | Stade des Costières, Nîmes Spectateurs : 0 (huis clos) Diffuseur : Canal+ Sport Arbitrage : Thomas Léonard |
| Dimanche 4 avril 2021 17:05 | Alakouch 11e · Ripart 37e · Cubas 43e · Duljević 89e · Briançon 89e | Rapport | 45+2e Khazri · 76e Bouanga | Stade des Costières, Nîmes Spectateurs : 0 (huis clos) Diffuseur : Canal+ Sport Arbitrage : Thomas Léonard | Stade des Costières, Nîmes Spectateurs : 0 (huis clos) Diffuseur : Canal+ Sport Arbitrage : Thomas Léonard |

| 32e journée                  | Stade brestois 29                                   | 1 - 1   | Nîmes Olympique | | |
| Dimanche 11 avril 2021 15:00 | Chardonnet 26e                                      | (1 - 1) | 11e Koné        | Stade Francis-Le Blé, Brest Spectateurs : 0 (huis clos) Diffuseur : Multisports Arbitrage : Willy Delajod | Stade Francis-Le Blé, Brest Spectateurs : 0 (huis clos) Diffuseur : Multisports Arbitrage : Willy Delajod |
| Dimanche 11 avril 2021 15:00 | Mounié 46e · Perraud 47e · Magnetti 50e · Lucas 86e | Rapport | 22e Fomba       | Stade Francis-Le Blé, Brest Spectateurs : 0 (huis clos) Diffuseur : Multisports Arbitrage : Willy Delajod | Stade Francis-Le Blé, Brest Spectateurs : 0 (huis clos) Diffuseur : Multisports Arbitrage : Willy Delajod |

| 33e journée                  | Nîmes Olympique   | 1 - 1   | RC Strasbourg                             | | |
| Dimanche 18 avril 2021 15:00 | Ripart 55e (pen.) | (0 - 0) | 82e Liénard                               | Stade des Costières, Nîmes Spectateurs : 0 (huis clos) Diffuseur : Multisports Arbitrage : Antony Gautier | Stade des Costières, Nîmes Spectateurs : 0 (huis clos) Diffuseur : Multisports Arbitrage : Antony Gautier |
| Dimanche 18 avril 2021 15:00 |                   | Rapport | 29e Aholou · 47e Guilbert · 61e Thomasson | Stade des Costières, Nîmes Spectateurs : 0 (huis clos) Diffuseur : Multisports Arbitrage : Antony Gautier | Stade des Costières, Nîmes Spectateurs : 0 (huis clos) Diffuseur : Multisports Arbitrage : Antony Gautier |

| 34e journée                  | RC Lens                  | 2 - 1   | Nîmes Olympique         | | |
| Dimanche 25 avril 2021 15:00 | Ganago 17e · Haïdara 76e | (1 - 0) | 53e (pen.) Ferhat       | Stade Bollaert-Delelis, Lens Spectateurs : 0 (huis clos) Diffuseur : Multisports Arbitrage : Aurélien Petit | Stade Bollaert-Delelis, Lens Spectateurs : 0 (huis clos) Diffuseur : Multisports Arbitrage : Aurélien Petit |
| Dimanche 25 avril 2021 15:00 | Sylla 24e · Badé 34e     | Rapport | 81e Koné · 90+1e Miguel | Stade Bollaert-Delelis, Lens Spectateurs : 0 (huis clos) Diffuseur : Multisports Arbitrage : Aurélien Petit | Stade Bollaert-Delelis, Lens Spectateurs : 0 (huis clos) Diffuseur : Multisports Arbitrage : Aurélien Petit |

| 35e journée               | Nîmes Olympique        | 2 - 2   | Stade de Reims           | | |
| Dimanche 2 mai 2021 15:00 | Ripart 47e · Koné 72e  |         | 30e Mbuku · 80e Flips    | Stade des Costières, Nîmes Spectateurs : 0 (huis clos) Diffuseur : Multisports Arbitrage : Benoît Millot | Stade des Costières, Nîmes Spectateurs : 0 (huis clos) Diffuseur : Multisports Arbitrage : Benoît Millot |
| Dimanche 2 mai 2021 15:00 | Paquiez 45e · Koné 72e | Rapport | 21e Zeneli · 56e De Smet | Stade des Costières, Nîmes Spectateurs : 0 (huis clos) Diffuseur : Multisports Arbitrage : Benoît Millot | Stade des Costières, Nîmes Spectateurs : 0 (huis clos) Diffuseur : Multisports Arbitrage : Benoît Millot |

| 36e journée               | FC Metz  | 0 - 3   | Nîmes Olympique                            | | |
| Dimanche 9 mai 2021 15:00 |          | (0 - 0) | 61e Fomba · 67e (pen.) Ripart · 89e Ferhat | Stade Saint-Symphorien, Metz Spectateurs : 0 (huis clos) Diffuseur : Multisports Arbitrage : François Letexier | Stade Saint-Symphorien, Metz Spectateurs : 0 (huis clos) Diffuseur : Multisports Arbitrage : François Letexier |
| Dimanche 9 mai 2021 15:00 | Maïga 1e | Rapport | 69e Meling · 70e Fomba                     | Stade Saint-Symphorien, Metz Spectateurs : 0 (huis clos) Diffuseur : Multisports Arbitrage : François Letexier | Stade Saint-Symphorien, Metz Spectateurs : 0 (huis clos) Diffuseur : Multisports Arbitrage : François Letexier |

| 37e journée                | Nîmes Olympique | 2 - 5   | Olympique lyonnais                                   | | |
| Dimanche 16 mai 2021 21:00 | Koné 5e 62e     | (1 - 3) | 8e 24e Paquetá · 20e Depay · 55e Aouar · 87e Slimani | Stade des Costières, Nîmes Spectateurs : 0 (huis clos) Diffuseur : Multisports Arbitrage : Ruddy Buquet | Stade des Costières, Nîmes Spectateurs : 0 (huis clos) Diffuseur : Multisports Arbitrage : Ruddy Buquet |
| Dimanche 16 mai 2021 21:00 | Rapport         |         |                                                      | Stade des Costières, Nîmes Spectateurs : 0 (huis clos) Diffuseur : Multisports Arbitrage : Ruddy Buquet | Stade des Costières, Nîmes Spectateurs : 0 (huis clos) Diffuseur : Multisports Arbitrage : Ruddy Buquet |

| 38e journée                | Stade rennais FC              | 2 - 0   | Nîmes Olympique | | |
| Dimanche 23 mai 2021 21:00 | Guirassy 24e · Bourigeaud 50e | (1 - 0) |                 | Roazhon Park, Rennes Spectateurs : 0 (huis clos) Diffuseur : Multisports Arbitrage : Willy Delajod | Roazhon Park, Rennes Spectateurs : 0 (huis clos) Diffuseur : Multisports Arbitrage : Willy Delajod |
| Dimanche 23 mai 2021 21:00 | Ugochukwu 89e                 | Rapport |                 | Roazhon Park, Rennes Spectateurs : 0 (huis clos) Diffuseur : Multisports Arbitrage : Willy Delajod | Roazhon Park, Rennes Spectateurs : 0 (huis clos) Diffuseur : Multisports Arbitrage : Willy Delajod |

#### Classement final et statistiques
Le Nîmes Olympique termine le championnat à la dix-neuvième place avec 9 victoires, 8 nuls et 21 défaites. Une victoire rapportant trois points et un match nul un point, le NO totalise trente-cinq points soit quarante-huit points de moins que le club sacré champion, le LOSC Lille. Les Nîmois possèdent la dix-huitième attaque du championnat et la dix-neuvième défense. Le NO est la dix-neuvième meilleure équipe à domicile du championnat (14 points) et la seizième à l'extérieur (21 points). Le club termine à la cinquième place du classement du fair-play établi par la Ligue de football professionnel, avec 61 cartons jaunes et 5 cartons rouges.
Le LOSC Lille remporte son quatrième titre de champion de France après 1946, 1954 et 2011 et se qualifie pour la Ligue des champions en compagnie du Paris Saint-Germain et de l'AS Monaco respectivement deuxième et troisième du classement. L'Olympique lyonnais et l'Olympique de Marseille participeront quant à eux à la Ligue Europa tandis que le Stade rennais découvrira la Ligue Europa Conférence. Les deux clubs relégués directement en Ligue 2 2021-2002 sont le Dijon FCO et le Nîmes Olympique après respectivement cinq et trois saisons passées dans l'élite.
| Rang | Équipe               | Pts | J  | G  | N  | P  | Bp | Bc | Diff |
| ---- | -------------------- | --- | -- | -- | -- | -- | -- | -- | ---- |
| 15   | RC Strasbourg Alsace | 42  | 38 | 11 | 9  | 18 | 49 | 58 | -9   |
| 16   | FC Lorient P         | 42  | 38 | 11 | 9  | 18 | 50 | 68 | -18  |
| 17   | Stade brestois 29    | 41  | 38 | 11 | 8  | 19 | 50 | 66 | -16  |
| 18   | FC Nantes            | 40  | 38 | 9  | 13 | 16 | 47 | 55 | -8   |
| 19   | Nîmes Olympique      | 35  | 38 | 9  | 8  | 21 | 40 | 71 | -31  |
| 20   | Dijon FCO            | 21  | 38 | 4  | 9  | 25 | 25 | 73 | -48  |

### Coupe de France

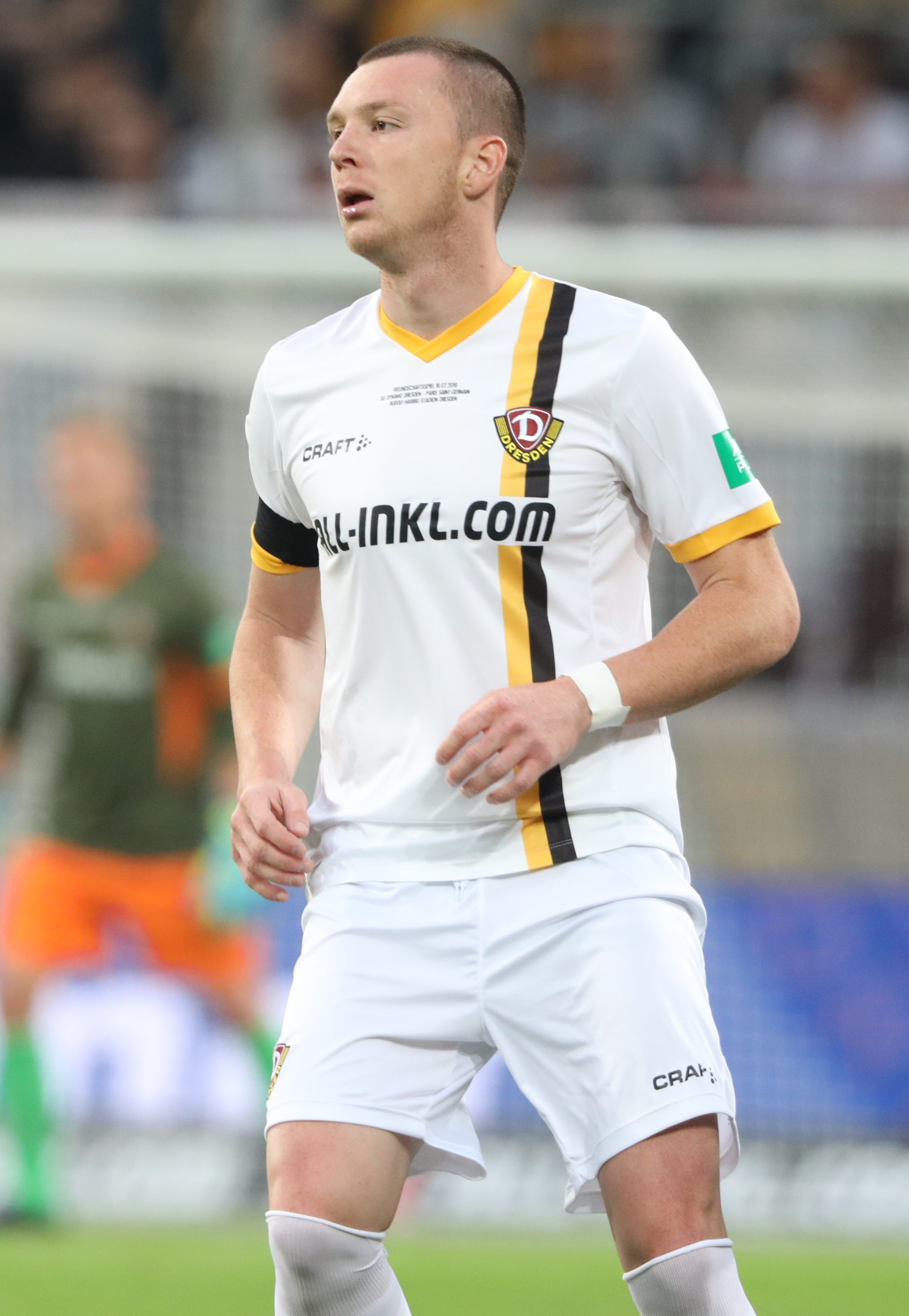
Haris Duljević inscrit son premier but sous le maillot de Nîmes en Coupe de France.

La coupe de France 2020-2021 est la 104e édition de la coupe de France, une compétition à élimination directe mettant aux prises les clubs de football amateurs et professionnels à travers la France métropolitaine et les DROM. Elle est organisée par la FFF et ses ligues régionales. Cette édition, doublement inédite, est tout d'abord marquée par la suppression de la prolongation du tour préliminaire jusqu'aux demi-finales ; elle est néanmoins maintenue pour la finale. Par ailleurs, en raison de l'arrêt des championnats amateur en raison de la pandémie de Covid-19, les 6e et 7e tours sont décalés à janvier, entraînant dans leur sillage un décalage du 8e tour et des trente-deuxièmes de finale. Pour pallier ces problèmes de calendrier, un format inédit est présenté devant le comité exécutif de la FFF le 17 décembre 2020, les amateurs et les professionnels jouant séparément jusqu'aux seizièmes de finale et adopté le jour même.
Le Nîmes Olympique commence la compétition au niveau des trente-deuxièmes de finale, à l'instar des autres équipes de Ligue 1. Les nîmois reçoivent donc les professionnels de l'OGC Nice. Programmé le mercredi 10 février, quatre jours avant un déplacement crucial à Dijon, le nouvel entraîneur de l'équipe gardoise, Pascal Plancque, aligne une équipe fortement remaniée afin de préserver ses joueurs cadres. Au sein d'une rencontre au faible rythme, l'attaquant portugais Rony Lopes inscrit deux buts permettant aux niçois de concrétiser leur importante domination de la première mi-temps. Toutefois, sur une de leurs rares incursions dans le camp azuréen, les nîmois parviennent à réduire l'écart à la demi-heure de jeu à la suite d'une frappe enroulée du pied droit de l'international bosnien Haris Duljević. Au retour des vestiaires, les gardois tentent de revenir au score sans succès, malgré une frappe sur la barre transversale de Niclas Eliasson. En toute fin de match, l'OGC Nice marque un troisième but par l'intermédiaire de son capitaine Pierre Lees-Melou, scellant ainsi sa qualification,. Cependant, les aiglons sont éliminés par l'AS Monaco au tour suivant.
| 32e de finale                  | Nîmes Olympique | 1 - 3   | OGC Nice                       | | |
| Mercredi 10 février 2021 17:00 | Duljević 37e    | (1 - 2) | 13e 29e Lopes · 82e Lees-Melou | Stade des Costières, Nîmes Spectateurs : 0 (huis clos) Diffuseur : Eurosport 2 Arbitrage : Amaury Delerue | Stade des Costières, Nîmes Spectateurs : 0 (huis clos) Diffuseur : Eurosport 2 Arbitrage : Amaury Delerue |
| Mercredi 10 février 2021 17:00 | Rapport         |         |                                | Stade des Costières, Nîmes Spectateurs : 0 (huis clos) Diffuseur : Eurosport 2 Arbitrage : Amaury Delerue | Stade des Costières, Nîmes Spectateurs : 0 (huis clos) Diffuseur : Eurosport 2 Arbitrage : Amaury Delerue |

### Matchs officiels de la saison
Le tableau ci-dessous retrace dans l'ordre chronologique les rencontres officielles jouées par le Nîmes Olympique durant la saison. Le club gardois a ainsi disputé trente-huit matchs de championnat et un tour de Coupe de France. Les buteurs sont accompagnés d'une indication sur la minute de jeu où est marqué le but et, pour certaines réalisations, sur sa nature (penalty ou contre son camp).
Le bilan général de la saison est de neuf victoires, huit matchs nuls et vingt-deux défaites avec 41 buts marqués pour 72 encaissés. Les scores les plus fréquents sont le match nul 1-1 et la défaite 2-0 intervenus à cinq reprises chacun.
| Compétition     | Débute au tour | Place ou tour final | Matches joués | Gagnés | Nuls | Perdus | Buts pour | Buts contre | Différence |
| Ligue 1         | -              | 19e                 | 37            | 9      | 8    | 20     | 40        | 69          | -29        |
| Coupe de France | 32e de finale  | 32e de finale       | 1             | 0      | 0    | 1      | 1         | 3           | -2         |
| Total           | -              | -                   | 38            | 9      | 8    | 21     | 41        | 72          | -31        |

## Joueurs et encadrement technique

### Encadrement technique
L'équipe est d'abord entraînée par Jérôme Arpinon, entraîneur de 51 ans en poste depuis juin 2020 pour la première fois de sa carrière. Originaire de Nîmes, il succède à Bernard Blaquart avec qui il a été l'entraîneur adjoint. Auparavant, il fut l'entraîneur adjoint du GFCA Ajaccio avant de rejoindre le Nîmes Olympique en 2014.
À partir de février 2021, l'équipe est entraînée par Pascal Plancque.
L'entraîneur des gardiens est Sébastien Gimenez, présent dans le staff des Crocodiles depuis 2010. Après avoir effectué une carrière amateur commencée en 1997 au Castelnau-le-Crès FC, il dispute sa seule et unique rencontre professionnelle avec le FC Sète en 2006. Il s'engage la même année avec le Nîmes Olympique, évoluant alors en National. Il y effectue les deux dernières années de sa carrière en disputant 38 rencontres et fait partie de l'effectif des Crocodiles remontant en Ligue 2 en 2008.

### Effectif professionnel
Trente-et-un joueurs composent l'effectif professionnel durant cette saison. Au poste de gardien de but, Baptiste Reynet est le titulaire, Lucas Dias étant son suppléant tandis qu'Amjhad Nazih est le troisième gardien. Dix défenseurs sont présents dans l'effectif : les arrières centraux Pablo Martinez, Loïck Landre, Kelyan Guessoum, Anthony Briançon et Naomichi Ueda, les arrières droits Gaëtan Paquiez, Patrick Burner et Sofiane Alakouch et les arrières gauches Birger Meling et Florian Miguel. Dix milieux de terrain se partagent les postes. Les milieux défensifs sont Sidy Sarr, Lucas Deaux, Lamine Fomba, Andrés Cubas et Mattéo Ahlinvi, les meneurs de jeu sont Antoine Valerio et Yassine Benrahou tandis que Niclas Eliasson, Zinedine Ferhat et Haris Duljević sont les milieux excentrés. Enfin, sept attaquants font partie de l'effectif nîmois : Clément Depres, Karim Aribi, Lucas Buades, Renaud Ripart, Sami Ben Amar, Nolan Roux et Moussa Koné.
Le capitaine de l'équipe est le défenseur central Anthony Briançon.
Par ailleurs, le NO a prêté deux de ses joueurs durant la saison. Le défenseur latéral formé au club Théo Sainte-Luce est prêté dès le début de la préparation au Red Star, club de troisième division, tandis que Vlatko Stojanovski est prêté en août 2020 sans option d'achat au FC Chambly, pensionnaire de Ligue 2.
En grisé, les sélections de joueurs internationaux chez les jeunes mais n'ayant jamais été appelés aux échelons supérieur une fois l'âge limite dépassé.

## Statistiques

### Statistiques individuelles
Renaud Ripart et Baptiste Reynet sont les joueurs les plus utilisés cette année avec trente-huit apparitions sur les trente-neuf matchs officiels de la saison. Le gardien nîmois disputant pour sa part tous les matchs en intégralité.
Renaud Ripart et Moussa Koné sont les meilleurs buteurs nîmois de la saison avec respectivement onze et neuf réalisations, toutes en championnat. Le meilleur passeur de la saison est Zinedine Ferhat avec neuf passes décisives, toutes en championnat.

### Joueurs prêtés
Quant à lui, Vlatko Stojanovski dispute seulement douze matchs, dont onze de Ligue 2, avec le FC Chambly qui termine dix-neuvième et est relégué en National.

### Joueurs en sélection nationale
| Nat. | Nom            | Éliminatoire CDM Ligue des Nations | Éliminatoire CDM Ligue des Nations | Éliminatoire CDM Ligue des Nations | Éliminatoire CDM Ligue des Nations | Éliminatoire CDM Ligue des Nations | Éliminatoire CDM Ligue des Nations | Matchs amicaux | Matchs amicaux | Matchs amicaux | Matchs amicaux | Matchs amicaux | Matchs amicaux | Total | Total | Total       | Total          | Total  | Total        |
| Nat. | Nom            | M.J.                               | Mns                                | But inscrit                        | Passe décisive                     | Averti                             | Carton rouge                       | M.J.           | Mns            | But inscrit    | Passe décisive | Averti         | Carton rouge   | M.J.  | Mns   | But inscrit | Passe décisive | Averti | Carton rouge |
|      | Mattéo Ahlinvi | 1                                  | 59                                 | 0                                  | 0                                  | 0                                  | 0                                  | 1              | 33             | 0              | 0              | 0              | 0              | 2     | 92    | 0           | 0              | 0      | 0            |
|      | Karim Aribi    | 1                                  | 15                                 | 0                                  | 0                                  | 0                                  | 0                                  | 0              | 0              | 0              | 0              | 0              | 0              | 1     | 15    | 0           | 0              | 0      | 0            |
|      | Andrés Cubas   | 2                                  | 139                                | 0                                  | 0                                  | 2                                  | 0                                  | 0              | 0              | 0              | 0              | 0              | 0              | 2     | 139   | 0           | 0              | 2      | 0            |
|      | Kévin Denkey   | 2                                  | 28                                 | 0                                  | 0                                  | 0                                  | 0                                  | 1              | 45             | 0              | 0              | 0              | 0              | 3     | 69    | 0           | 0              | 0      | 0            |
|      | Haris Duljević | 1                                  | 26                                 | 0                                  | 0                                  | 0                                  | 0                                  | 1              | 58             | 0              | 0              | 0              | 0              | 2     | 84    | 0           | 0              | 0      | 0            |
|      | Birger Meling  | 6                                  | 462                                | 0                                  | 1                                  | 1                                  | 0                                  | 0              | 0              | 0              | 0              | 0              | 0              | 6     | 462   | 0           | 1              | 1      | 0            |
|      | Sidy Sarr      | 0                                  | 0                                  | 0                                  | 0                                  | 0                                  | 0                                  | 1              | 14             | 0              | 0              | 0              | 0              | 1     | 14    | 0           | 0              | 0      | 0            |

## Aspects juridiques et économiques

### Structure juridique et organigramme
Le Nîmes Olympique se compose d'une association, titulaire du numéro d'affiliation de la FFF et d'une société. L'équipe professionnelle est gérée par la société anonyme sportive professionnelle (SASP) Nîmes Olympique au capital de 4 213 945 euros. La SASP est liée par le biais d'une convention à l'association loi de 1901 Nîmes Olympique Association, structure qui regroupe le centre de formation et les équipes amateurs du club.
Le Nîmes Olympique est dirigé par un conseil d'administration dont le président est l'actionnaire Rani Assaf. L'organigramme s'établit comme suit :
| Direction | Administratif | Sportif |
| --- | --- | --- |
| Président : Rani Assaf Directeur des opérations : Laurent Tourreau Président de l'association : Yannick Liron Directeur de la formation : Christophe Chaintreuil Directeur sportif : Reda Hammache | Responsable billetterie : Samuel Rancan Responsable commercial : Amélie Butel Responsable communication : Jordan Isen Responsable sécurité : David Guichard | Entraîneur : Jérôme Arpinon remplacé par Pascal Plancque Entraîneur adjoint : Richard Goyet Entraîneur des gardiens : Sébastien Gimenez Préparateurs physiques : Aurélien Boche, Benoit Deplagne Analyste vidéo : Corentin Jourdan |

### Éléments comptables
Le budget prévisionnel du Nîmes Olympique pour la saison est de 40 millions d'euros, ce qui correspond à l'un des plus faibles budgets des clubs de Ligue 2 avec le Stade brestois 29, le FC Lorient et le SCO d'Angers.
| Produits | Produits | Produits | Produits | Produits | Produits | Charges | Charges | Rés. expl. | Mutation | Rés. net |
| Matchs   | Spons.   | Subv.    | TV       | Merch.   | Total    | Rémun.  | Total   | Rés. expl. | Mutation | Rés. net |
| -------- | -------- | -------- | -------- | -------- | -------- | ------- | ------- | ---------- | -------- | -------- |
| 0,377    | 1,343    | nc       | 18,666   | nc       | 24,458   | 20,512  | 33,023  | -8,565     | -0,368   | -7,760   |

### Équipementier et sponsors
Malgré des discussions avec Adidas et New Balance, le Nîmes Olympique maintient sa confiance envers le groupe allemand Puma, équipementier du club depuis 2016. Puma est le sixième équipementier qu'a connu le club nîmois, après notamment Le Coq sportif, le premier équipementier du NO entre 1969 et 1974, Adidas, Umbro, Hummel et Erreà.
Les premiers sponsors apparaissent sur les maillots nîmois au début des années 1970, le Nîmes Olympique devenant ainsi le premier club français à arborer une publicité sur le maillot avec l'Olympique de Marseille. En 1970, la maison de couture Cacharel, créée par le Nîmois Jean Bousquet, devient pionnière. En 1975, Zan, entreprise originaire du Gard, s'installe sur les maillots durant deux saisons. Zan cède sa place en 1977 à Kindy Chaussettes et ce pendant neuf ans. Ainsi Kindy est actuellement le sponsor le plus fidèle qu'a connu le Nîmes Olympique depuis sa création avec 9 ans d'apparition sur le maillot des Crocodiles.
Pour la saison 2020-2021, le seul sponsor présent sur les maillots du club est le groupe Bastide Médical qui remplace le promotteur immobilier Hectare, partenaire du club depuis 2011 et sponsor maillot depuis trois saisons. Acteur local au fort potentiel souhaitant déménager son siège social, actuellement situé à Caissargues, au sein du futur stade du club, le groupe Bastide prévoit de s'engager de manière durable auprès du Nîmes Olympique en mettant notamment à sa disposition ses compétences en matière de suivi nutritionnel et médical.

## Impact populaire

### Affluence
En raison de l'état d'urgence sanitaire liée à la pandémie de Covid-19, les conditions d'accueil du public au Stade des Costières ont été fortement modifiées. En effet, la capacité du stade, habituellement de 15 788 places, a été réduite a seulement 4 000 sièges (2 000 en tribune Sud, 1 500 en tribune Nord et 500 pour le pesage Est) qui seront exclusivement accessibles aux spectateurs abonnés lors de la saison 2019-2020. Au-delà de ces restrictions numériques, l'ensemble des spectateurs présents devront respecter de nombreuses règles en application des comportements-barrière et la de distanciation sociale : port obligatoire du masque, un siège d'écart entre chaque personne ou encore interdiction de se lever durant la partie.
Le 17 août, à une semaine de la reprise du championnat, les deux principaux groupes de supporters du club, que sont les Gladiators Nîmes 1991 et les Nemausus 2013, annoncent qu'ils n'animeront pas les tribunes des Costières cette saison afin de lutter contre la propagation du virus.
Cependant le 30 octobre, le gouvernement annonce que les rassemblements de plus de trente personnes sont désormais interdit sur le territoire national rendant impossible la tenue des matchs en présence du public. Ainsi, l'ensemble des rencontres à compter de cette date se sont déroulées à huis clos.

### Retransmission télévisée
| Diffuseur    | Rencontres | Pourcentages |
| ------------ | ---------- | ------------ |
| Canal+       | 2          | 5 %          |
| Canal+ Sport | 5          | 13 %         |
| Eurosport 2  | 1          | 2 %          |
| Multisports  | 10         | 26 %         |
| Téléfoot     | 21         | 54 %         |
| Total        | 39         | 100 %        |

Le groupe espagnol Mediapro est le diffuseur majoritaire de la Ligue 1 2020-2021 et verse 1,153 milliard d'euros de droits télévisuels à la Ligue de football professionnel (LFP). En plus de la retransmission des rencontres du championnat par sa chaîne Téléfoot, Mediapro dispose de huit matchs par journée dont les dix plus belles affiches de la saison, du multiplex pour les 19e, 37e et 38e journées et du Trophée des champions. Le groupe Canal+ obtient quant à lui les droits pour les affiches du samedi soir et du dimanche à 17 heures.
Cependant le 11 décembre 2020, le groupe Mediapro annonce mettre un terme à la chaîne Téléfoot et rendre les droits à la Ligue de football professionnel. incapable de payer deux traites du contrat passé en mai 2018. La chaine continue de diffuser les matchs de son lot en attendant la réattribution de matchs de son lots par la LFP. Après un appel d'offres infructueux, un accord est trouvé entre la LFP et Canal+ pour la diffusion de l'ensemble des matchs à compter de la 25e journée jusqu'à la fin de la saison.

## Équipe réserve et équipes de jeunes

### Équipe réserve
L’équipe réserve du Nîmes Olympique (appelée Nîmes Olympique B) sert de tremplin vers le groupe professionnel pour les jeunes du centre de formation ainsi que pour les joueurs de l'équipe première n'ayant pas disputé les précédentes rencontres en Ligue 1. Elle est entraînée par Yannick Dumas depuis 2014, anciennement entraîneur des équipes de jeunes du club.
Pour la saison 2020-2021, elle évolue dans le groupe Occitanie du championnat de France de National 3, soit le cinquième niveau de la hiérarchie du football en France.
| Rang | Équipe                 | Pts | J | G | N | P | Bp | Bc | Diff |
| ---- | ---------------------- | --- | - | - | - | - | -- | -- | ---- |
| 3    | RCO Agde               | 11  | 5 | 3 | 2 | 0 | 8  | 5  | +3   |
| 4    | Stade beaucairois      | 10  | 6 | 2 | 4 | 0 | 10 | 7  | +3   |
| 5    | Blagnac FC             | 10  | 6 | 3 | 1 | 2 | 6  | 7  | -1   |
| 6    | Nîmes Olympique rés. R | 7   | 6 | 2 | 1 | 3 | 8  | 10 | -2   |
| 7    | FU Narbonne            | 7   | 6 | 2 | 1 | 3 | 4  | 6  | -2   |
| 8    | Olympique d'Alès       | 7   | 6 | 2 | 1 | 3 | 11 | 11 | 0    |
| 9    | Balma SC               | 7   | 6 | 2 | 1 | 3 | 7  | 12 | -5   |

### Équipe de jeunes
Le Nîmes Olympique aligne plusieurs équipes de jeunes dans les championnats nationaux.
L'équipe des moins de 19 ans du club participe à deux compétitions majeures, le championnat national des moins de 19 ans et la Coupe Gambardella 2020-2021. L'équipe est entraînée depuis cette saison par le Mahorais Toifilou Maoulida, ancien joueur et entraîneur des moins de 16 ans du club, qui remplace Christophe Chaintreuil afin que ce dernier se concentre sur sa fonction de directeur du centre de formation.
L'équipe des moins de 17 ans est entraînée par Gilles Salou et évolue également en championnat national.
| Rang | Équipe                 | Pts | J | G | N | P | Bp | Bc | Diff |
| ---- | ---------------------- | --- | - | - | - | - | -- | -- | ---- |
| 1    | AS Monaco FC           | 17  | 7 | 5 | 2 | 0 | 24 | 7  | +17  |
| 2    | Montpellier HSC        | 16  | 7 | 5 | 1 | 1 | 22 | 8  | +14  |
| 3    | AS Saint-Étienne       | 13  | 7 | 4 | 1 | 2 | 18 | 8  | +10  |
| 4    | Olympique de Marseille | 11  | 6 | 3 | 2 | 1 | 7  | 4  | +3   |
| 5    | Nîmes Olympique        | 10  | 6 | 2 | 4 | 0 | 11 | 6  | +5   |
| 6    | AC Ajaccio             | 8   | 7 | 1 | 4 | 1 | 9  | 9  | 0    |
| 7    | US Colomiers           | 7   | 6 | 1 | 4 | 1 | 6  | 7  | -1   |

| Rang | Équipe                | Pts | J | G | N | P | Bp | Bc | Diff |
| ---- | --------------------- | --- | - | - | - | - | -- | -- | ---- |
| 1    | Montpellier HSC       | 18  | 6 | 6 | 0 | 0 | 17 | 4  | +13  |
| 2    | AS Béziers            | 15  | 6 | 5 | 0 | 1 | 10 | 3  | +7   |
| 3    | Istres FC             | 15  | 6 | 5 | 0 | 1 | 12 | 6  | +6   |
| 4    | Nîmes Olympique       | 12  | 6 | 4 | 0 | 2 | 15 | 8  | +7   |
| 5    | Girondins de Bordeaux | 12  | 6 | 4 | 0 | 2 | 19 | 6  | +13  |
| 6    | AC Le Pontet Vedène   | 12  | 6 | 4 | 0 | 2 | 9  | 5  | +4   |
| 7    | Toulouse FC           | 8   | 6 | 2 | 2 | 2 | 10 | 11 | -1   |